# Universidad de San Carlos de Guatemala
La Universidad de San Carlos de Guatemala (también conocida y llamada por sus siglas: USAC) es la universidad más grande y antigua de Guatemala, siendo además la única nacional en ese país centroamericano. Esta es la cuarta universidad fundada en América. Fue establecida en la Capitanía General de Guatemala durante el periodo virreinal y se mantuvo como la única de Guatemala hasta 1954. Para el año 2024 la USAC ocupó el lugar 161 en el QS Latin American University Rankings de la clasificación académica de universidades de Latinoamérica, y el primer lugar en Guatemala.
La universidad ha tenido cinco épocas: 
- Real y Pontificia Universidad de San Carlos Borromeo (1676-1829): Establecida por la Corona española en el siglo xvii, aprobada por la Santa Sede y dirigida por las órdenes regulares de la Iglesia católica. Tras la secesión en 1821 se llamó únicamente Universidad Pontificia.
- Academia de Ciencias (1834-1840): institución laica creada durante la Federación Centroamericana por el gobernador liberal Mariano Gálvez.
- Nacional y Pontificia Universidad de San Carlos Borromeo (1840-1875): institución eclesiástica dirigida por las órdenes regulares durante los gobiernos de Rafael Carrera y de Vicente Cerna y Cerna, ratificada por el Concordato de Guatemala de 1854.[4][5]
- Universidad Nacional de Guatemala (1875-1944): Institución laica positivista dividida en las escuelas facultativas de Derecho y Notariado, Medicina y Farmacia. Brevemente, entre 1918 y 1920 se llamó Universidad «Estrada Cabrera».
- Universidad de San Carlos de Guatemala (1944-presente): institución laica con orientación social instituida tras la Revolución de 1944.

La tradición universitaria de Guatemala y Centro América se remonta al siglo xvii, cuando bajo distintas denominaciones se crearon instituciones, estudios y cátedras de las ciencias de la época: fundada el 31 de enero de 1676 por Real Cédula de Carlos II, la Real Universidad de San Carlos se convirtió en la tercera universidad real fundada en la América hispánica; sin embargo, sus actividades fueron interrumpidas después del proceso de independencia de Centro América en 1821. En esa ocasión, cada provincia de la antigua Capitanía General de Guatemala impulsó la creación de una universidad local. La universidad permaneció como institución, pero fue cerrada en 1829 y en 1834 fue convertida en la «Academia de Ciencias»; y en 1840 nuevamente en la «Pontificia Universidad de San Carlos Borromeo»; incluso por un corto período entre 1918 y 1920, se llamó «Universidad Estrada Cabrera», en honor al entonces presidente de la República, licenciado Manuel Estrada Cabrera. Tras la revolución guatemalteca de octubre de 1944, la USAC logró obtener la total autonomía, pero a partir de 1954, con el resurgimiento de la educación católica y la fundación de universidades privadas, se inició una proceso de desgaste contra la institución, que incluyó el constante incumplimiento del pago del porcentaje presupuestario que le corresponde a la Universidad -y que está estipulado en la Constitución de la República-, y la persecución de líderes estudiantiles y docentes durante todo el tiempo que duró la Guerra Civil de Guatemala (1960-1996).
La sede principal se encuentra en la Ciudad Universitaria, en la zona 12 de la ciudad de Guatemala y cuenta con centros universitarios en todos los departamentos de Guatemala, además de un centro universitario metropolitano donde funcionan la Facultad de Medicina y la Escuela de Psicología.

## Historia

### Primera época: Universidad Real y Pontificia de Guatemala

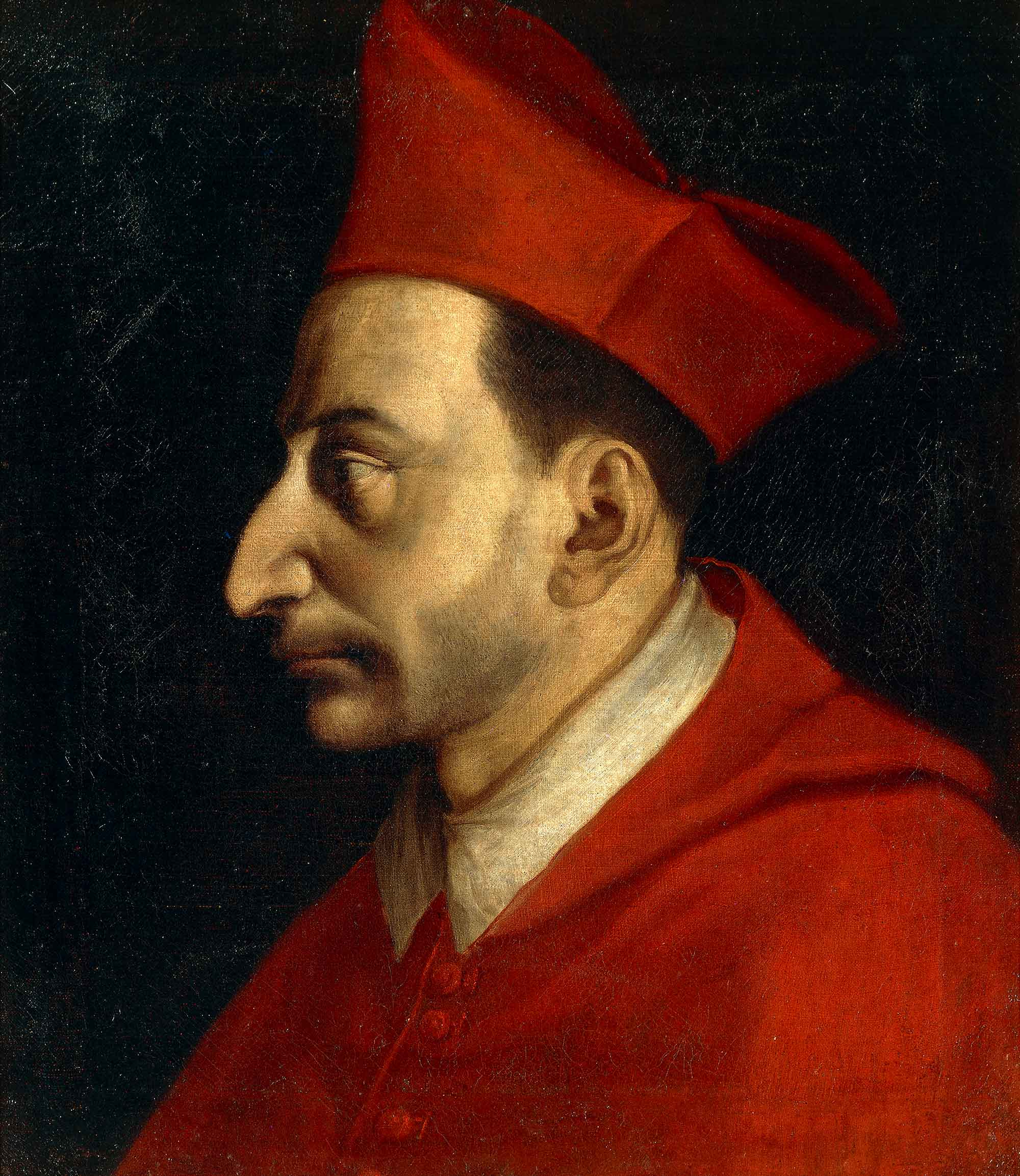
San Carlos Borromeo, obra de Giovanni Figino en la Biblioteca Ambrosiana. La Universidad de San Carlos fue fundada bajo su protección el 31 de enero de 1676.

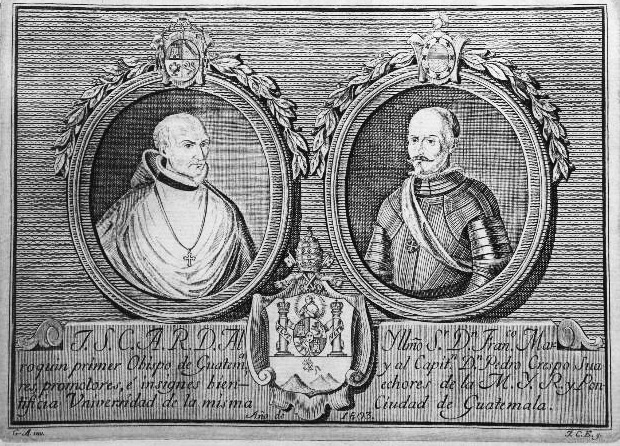
Obispo Francisco Marroquín y capitán Pedro Crespo, promotores de la Universidad. Grabado de Pedro Garci-Aguirre de 1803.

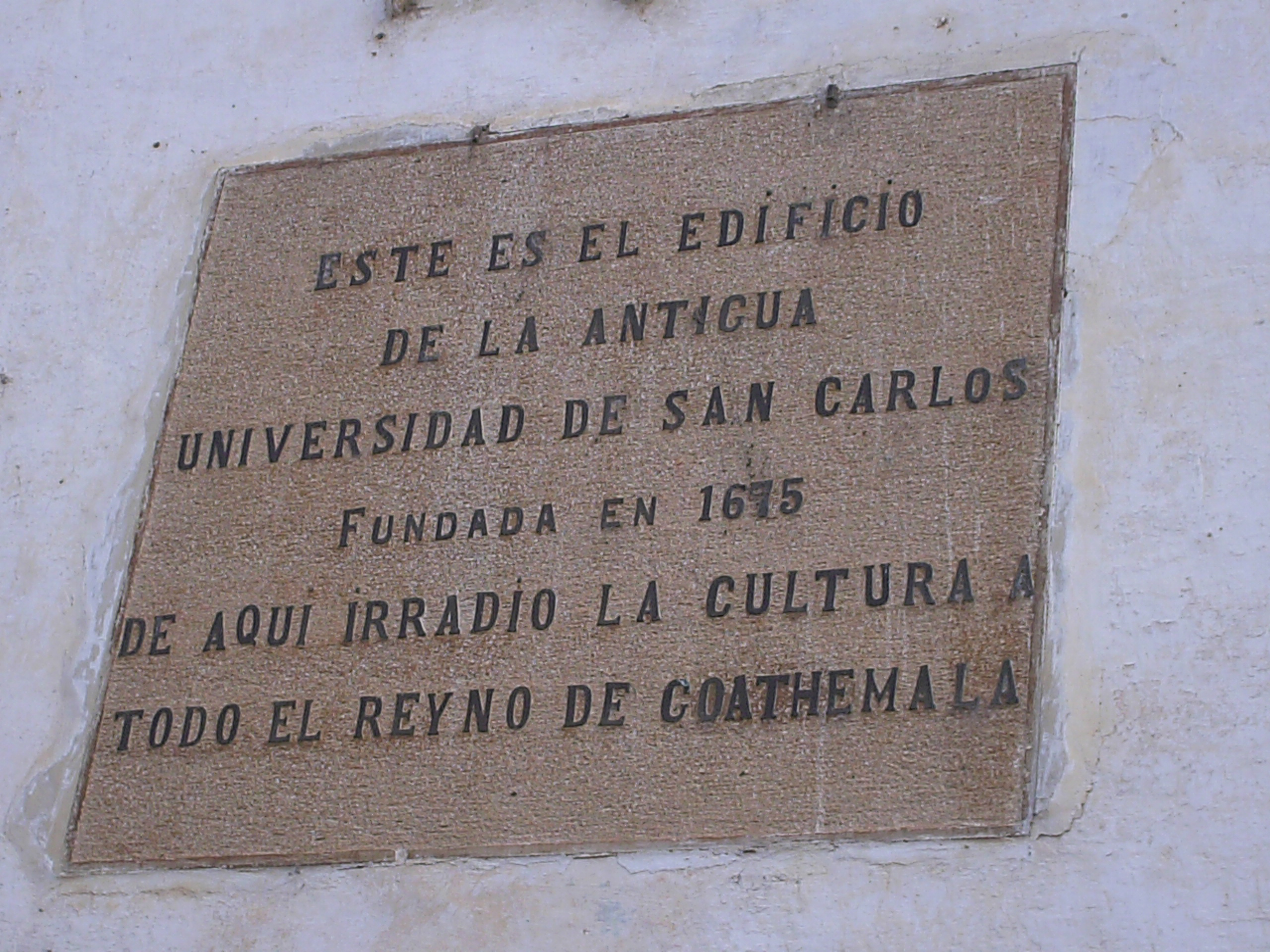
Placa conmemorativa de la primera universidad de Guatemala, en la ciudad de Antigua Guatemala

El proceso de colonización implicó la creación de una sociedad, para lo cual se establecieron instituciones de gobierno civil y eclesiástico. Con el paso del tiempo, los vecinos de la ciudad exigieron un lugar en la burocracia de la corona para sus descendientes, como premio a las hazañas de conquista llevadas a cabo por sus antepasados. Sin embargo, no existían centros educativos para que los jóvenes obtuvieran los conocimientos necesarios para servir como ministros.
Fue hasta la segunda mitad del siglo xvi cuando aparecieron las primeras iniciativas para establecer estudios más allá del adoctrinamiento religioso y la alfabetización que acompañaba a ello. El primer obispo de Guatemala, Francisco Marroquín, solicitó aprobación real para fundar una cátedra de gramática, en ella se enseñaría latín, que era la lengua utilizada por la cultura letrada de la época. Este hecho ha sido el argumento más utilizado para perpetuar el mito fundacional que vincula directamente al primer obispo de Guatemala con los antecedentes de la Universidad de San Carlos.
Hacia el final de su vida, en 1562, Marroquín decidió dejar en su testamento un caudal para fundar un colegio, el de Santo Tomás de Aquino, en donde se impartieran cátedras de gramática, artes o filosofía y teología. Los beneficiarios de esta obra pía sería los hijos de españoles pobres, ya que éstos no podían trasladarse a ciudades donde había universidades reales, como México. La heredad del obispo ha sido interpretada también como el origen de la universidad. Sin embargo, el prelado tenía muy clara la diferencia entre un colegio —residencia de estudiantes, con o sin cátedras— y una universidad o Estudio General, donde se otorgaban grados. Al respecto, el historiador John Tate Lanning afirma que: «Este testamento es tan bien conocido que algunos que ni siquiera lo han visto han leído en él muchas cosas que no están allí. En ninguna parte menciona Marroquín una universidad, mucho menos declara intención de establecer alguna...» Lo que sí está documentado es que el alcalde Pedro Crespo Suárez al morir, donó veinte mil pesos para la institución de cátedras de la universidad «que se está gestionando».
Según el historiador Domingo Juarros, Marroquín dejó rentas para fundar un colegio en que se recibieran doce colegiales y que hubiera cátedras de Filosofía y Teología, nombrando como encargados al deán de la Iglesia Catedral  y al prior del Convento de Santo Domingo. Los dominicos cedieron un área en el atrio de su templo para que se construyeran algunas aulas y la Real Audiencia propuso que los frailes impartieron cátedra en las mismas sin cobrar por algunos años, pero los eclesiásticos se opusieron e inclusive no permitieron que los franciscanos lo hicieran.
En 1598, el tercer obispo de Guatemala fray Gómez Fernández de Córdoba y Santillán, O.S.H., siguiendo las directrices eclesiásticas del Concilio de Trento y apoyado por las reales cédulas que se emitieron tras dicho concilio, autorizó la fundación del Colegio y Seminario Tridentino de Nuestra Señora de la Asunción, el cual fue la primera institución de educación superior en el Reino de Guatemala. Por su parte, los jesuitas, quienes ya tenían el Colegio de San Borja y querían para sí el Colegio Tridentino se interpusieron a la fundación de la nueva institución ya que no les agradaba que ninguna de las otras órdenes regulares - mercedarios, franciscanos y dominicos o el cabildo catedralicio secular tomaran la iniciativa en cuestiones religiosas y educativas.
Entre tanto, el presidente de la Audiencia autorizó el inicio de las lecturas en 1620 de colegio Santo Tomás, mientras se recibía la autorización para la construcción de un colegio para los alumnos, pues sólo tenían las aulas en un solar perteneciente al convento dominico donde, en teoría, debían leerse las cátedras de artes, teología y cánones. Los primeros catedráticos fueron:
- Felipe Ruiz del Corral, decano de la Catedral,
- Ambrosio Díaz del Castillo, provincial de Santo Domingo
- Fray García de Loayza
- Dr. Pereira[11]

El rey Felipe IV autorizó al colegio de Santo Tomás para que se aprobaran cursos y se otorgaran grados en la institución, lo que aprovechó el obispo Juan Zapata para otorgar grados de doctores al déan Felipe Ruiz del Coral y a los frailes Francisco Cevallos y Alonso Guirao, O.P., y de bachilleres a los hermanos Tomás y Ambrosio Díaz del Castillo.
Tras varias décadas, alegatos y peticiones, el rey Carlos II expidió una real cédula, con fecha de 31 de enero de 1676, que dio licencia a la capital del Reino (situada entonces en la Antigua Guatemala) para fundar una universidad real o Estudio General, como se denominaba también a este tipo de instituciones. Esta sería la tercera universidad real y pública de la América hispánica, y la segunda en la Nueva España. Tras un conflictivo proceso de organización y cinco años después de expedida la cédula real, la Universidad de San Carlos inició las lecciones de cinco de sus nueve cátedras, el 7 de enero de 1681, con más de sesenta estudiantes matriculados y siendo rector el Doctor José de Baños y Soto Mayor, arcediano de la Catedral, Predicador del Rey de España y Doctor de la Universidad de Osuna. La universidad fue inaugurada bajo el patrocinio de San Carlos Borromeo, dictando sus estatutos don Francisco Saraza y Arce, copia de los de México que, a su vez, eran adaptación de los de la Universidad de Salamanca en España.
Algunos de los catedráticos electos no tomaron posesión de sus sillas, debido a sus ocupaciones como procuradores y su pronta salida del reino, otros porque consideraron que su nueva categoría, como "interinos" y no como "propietarios" de la cátedra, no eran digna de su prestigio, y uno más, el catedrático de medicina, nunca llegó a Guatemala porque se encontraba en la Real Universidad de México leyendo otra cátedra.
La constitución universitaria exigía la libertad de cátedra, asimismo obligaba a que se leyesen doctrinas filosóficas contrarias para motivar la dialéctica y la discusión de ideas.
Las primeras cátedras de la Universidad de San Carlos fueron:
- Cánones
- Leyes
- Medicina
- Teología Escolástica
- Teología Moral
- Dos cursos de lenguas

La Real Universidad de San Carlos Borromeo recibió la aprobación papal por bula del 18 de junio de 1687, diez años después de su fundación y seis años después de que comenzaran las clases.
La admisión a la Universidad no era sencilla: estaban excluidos de ella los negros, los chinos, los morenos, los mulatos y los que hubieren sido penitenciados por el Santo Oficio o que ellos mismos hubieren incurrido en esa desgracia. Los aborígenes sí tenían derecho a matricularse y a obtener grados y consta que hubo entre ellos algunos que lucieron su talento en las materias que cursaron.

### Primeros Graduados y enseñanza de ciencias

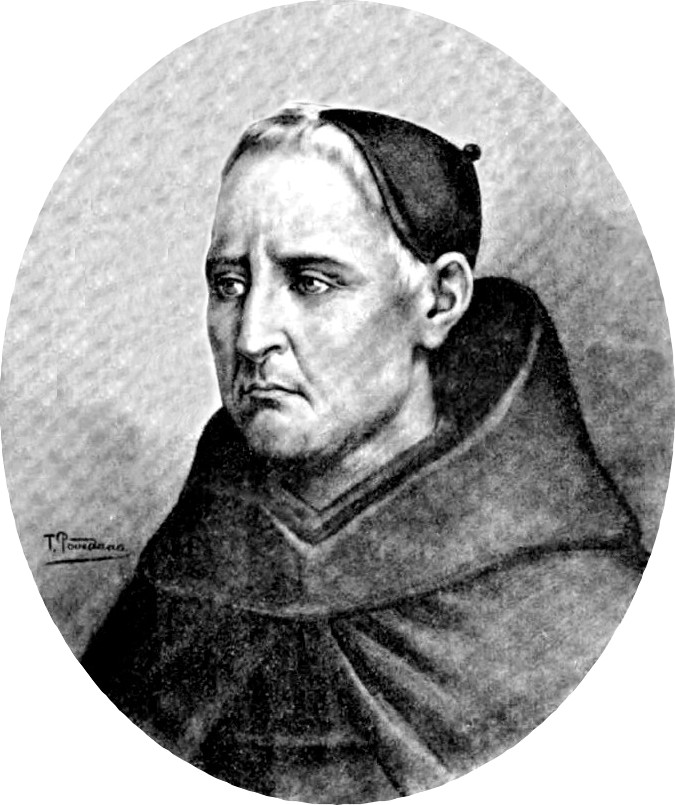
Fray José Antonio de Liendo y Goicoechea, fraile franciscano, reformó la educación en la Universidad de San Carlos. Fue profesor de todos los líderes de la Independencia de Centroamérica.

En 1660 llegó a Santiago de los Caballeros de Guatemala el impresor José de Pineda Ibarra. Entre sus muchos trabajos, su imprenta producía tarjetas de graduación universitaria, en las que se hacía constar los temas sobre los cuales versaría el examen de los graduados, la fecha y hora en que sostendrían la prueba y los nombres de las autoridades universitarias y de las personas a quienes se dedicaba el acto académico.
En 11 de julio de 1717, treinta años después de su aprobación papal, se presenta el primer candidato de Doctor en Medicina, Vicente Ferrer González. El siguiente doctor, Pedro Palacios y Cóbar se presentó a examen dieciséis años después; cuarenta y siete años después de este se presentó a examen el insigne doctor José Felipe Flores.
En 1763, el provincial de la Orden Franciscana recibió una carta de sus superiores en donde se le ordenaba implantar nuevos métodos en los estudios regulares; en esa carta se recomendaba el texto de Physica experimental del fraile Fortunato Brixia y el provincial escogió al fraile franciscano José Antonio de Liendo y Goicoechea para reformar la educación de la Universidad e introducir la ciencia —química, física, anatomía y matemática— y la tecnología de su época a la misma.

### Las reformas borbónicas
El inicio del declive del poder de la Iglesia Católica en Guatemala ocurrió con la publicación de las reformas borbónicas de la Corona española en 1765, las cuales que pretendían recuperar el poder de la corona sobre las provincias de ultramar y aumentar la recaudación fiscal.. Con estas reformas se crearon los estancos para controlar la producción de las bebidas embriagantes, el tabaco, la pólvora, los naipes y el patio de gallos. La real hacienda subastaba el estanco anualmente y un particular lo compraba, convirtiéndose así en el dueño del monopolio de cierto producto. Ese mismo año se crearon cuatro subdelegaciones de la Real Haciendo en San Salvador, Ciudad Real, Comayagua y León.
Además de esta redistribución administrativa, la Corona española estableció una política tendiente a disminuir el poder de la Iglesia católica, poder que hasta ese momento era prácticamente absoluto sobre los vasallos españoles. La política de disminución de poder de la iglesia se basaba en la Ilustración y tenía seis puntos principales:
1. Declive del legado cultural jesuítico
2. Tendencia hacia una cultura laica y secularizada, afectando directamente a las órdenes regulares que dirigían a la Universidad.
3. Actitud decididamente racionalista, de herencia cartesiana
4. Valoración de la ciencia natural sobre el dogma religioso
5. Una crítica al papel de la Iglesia dentro de la sociedad y de sus organismos derivados, sobre todo de las cofradías y hermandades.[f]
6. Favorecimiento del regalismo.

### Traslado de la Antigua Guatemala a la Nueva Guatemala de la Asunción

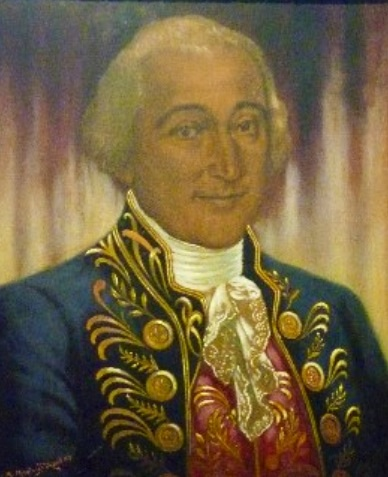
Dr. José Felipe Flores, eminente médico (1751-1824). Llegó a ser protomédico de la Capitanía General de Guatemala y médico personal del Rey de España.

Después de los terremotos de 1751, se renovaron muchos edificios y se construyeron numerosas estructuras nuevas en la ciudad de Santiago de los Caballeros de Guatemala, de tal modo que para 1773 daba la impresión de que la ciudad era completamente nueva. La mayoría de las casas particulares de la ciudad eran amplias y suntuosas, al punto que tanto las puertas exteriores como las de las habitaciones eran de madera labrada y las ventanas eran de finos cristales y tenían portales de madera labrada. Era frecuente encontrar en las residencias pinturas de artistas locales con marcos recubiertos de oro, nácar o carey, espejos finos, lámparas de plata, y alfombras delicadas. Y los templos católicos eran magníficos: había 26 iglesias en la ciudad, y 15 ermitas y oratorios; la catedral, era la estructura más suntuosa: tenía tres espaciosas naves, con dos órdenes de capillas a los lados, con enormes puertas de acceso que eran labradas y doradas,. Los principales edificios públicos de la ciudad no se quedaban atrás en lujo y ostentación: el Palacio de los Capitanes Generales, el Palacio Arzobispal, la Casa de Cabildo y la Casa de Moneda. Asimismo estaba la Real Universidad de San Carlos, dos seminarios de niños, un seminario de niñas, la Real aduana, ocho conventos de monjes y cinco de monjas, tres beaterios, dos hospitales, dos cárceles de varones y una de mujeres.
La Real y Pontificia Universidad de San Carlos, reconocida en todo el Reino de Guatemala por el notorio nivel académico de sus estudiantes, estaba conformada por ocho preceptores que regenteaban las cátedras en las diversas facultades y tres rectores: dos franciscanos y un dominico.
Los Terremotos de Santa Marta de 1773 destruyeron la capital del reino de Guatemala y el capitán general Martín de Mayorga decidió el traslado de la capital a un nuevo solar. Las autoridades universitarias se opusieron al traslado a una nueva ciudad, debido a que todos los bienes de la institución estaban en la antigua capital del reino, y un traslado significaría una considerable pérdida económica; el edificio de la Universidad y Colegio Tridentino, construidos por el Dr. Juan González Batres sufrió pocos daños, los cuales se pudieron reparar. El único peligro que tenía la estructura era la pared sur de la Catedral, apenas del otro lado de la calle, y que había quedado inclinada hacia la Universidad.
| A principios del siglo xix, como en los siglos xx y xxi, la universidad no escapaba a las huelgas de profesores o estudiantes. El historiador guatemalteco José Milla y Vidaurre en su obra Memorias de un Abogado - la cual describe la vida universitaria de finales del siglo xviii en Guatemala- pone en labios del protagonista de su novela esta frase: «No lejos de mi casa vivía el alquilador de caballos, sujeto muy conocido de colegiales y estudiantes, obligados a recurrir al establecimiento en cada huelga de las tres o cuatro que había en el curso del año.» |

No obstante, el capitán general ordenó el traslado a la capital y en 1776 la universidad empezó la enseñanza en la Nueva Guatemala de la Asunción. Los retablos, muebles e instrumentos de la catedral de Antigua Guatemala fueron removidos y almacenados en el edificio de la Universidad de San Carlos, ubicado frente a la catedral en 1783. Los gigantescos muros del edificio continuaron en pie, pero sin techo; el interior era utilizado como cementerio y las tumbas yacían bajo árboles que sobresalían por encima de los muros.
A finales del siglo xviii y los primeros años del siglo xix existían además de tres actos académicos de ordenanza, los siguientes requisitos para optar al capelo de doctor: 
- solicitar al rey que legitimara el título por escrito[31]
- permitir que el claustro eclesiástico de la universidad verificara que el candidato a doctor no tuviera mezcla alguna de sangre hebrea o árabe; para el efecto, una comisión de doctores inspeccionaba la biblioteca del candidato para verificar que no hubiera ningún libro que contuviera doctrinas heréticas, o sospechosas de serlo.[31]
- soportar el «vejamen», que consistía en dejarse injuriar, ofender e insultar para demostrar su humildad.[31]

Una vez cumplidos los requisitos anteriores, se fijaba la fecha para la «Apertura de Puntos», en la cual un niño abría al azar una página de la Instituta del emperador Justiniano I, y sobre ella debería disertar el candidato; este era encerrado en el «general de la Universidad» que era el salón de actos de la institución, y allí, incomunicado,  escribía su disertación en latín.  El siguiente acto era «La Fúnebre», que se realizaba en la sala capitular de la Iglesia Catedral, el que accedía al recinto previa requisa de posibles armas; cuando el acto concluía satisfactoriamente, generalmente a eso de la media noche, se quemaban cohetillos para celebrarlo. Por último, se realizaba el acto de «la Borla», que era el acto solemne en el que el nuevo doctor recibía su capelo en la nave central de la Catedral, apadrinado por un prominente caballero de la sociedad colonial y tras presentar una oración en latín ante el público que quisiera asistir.

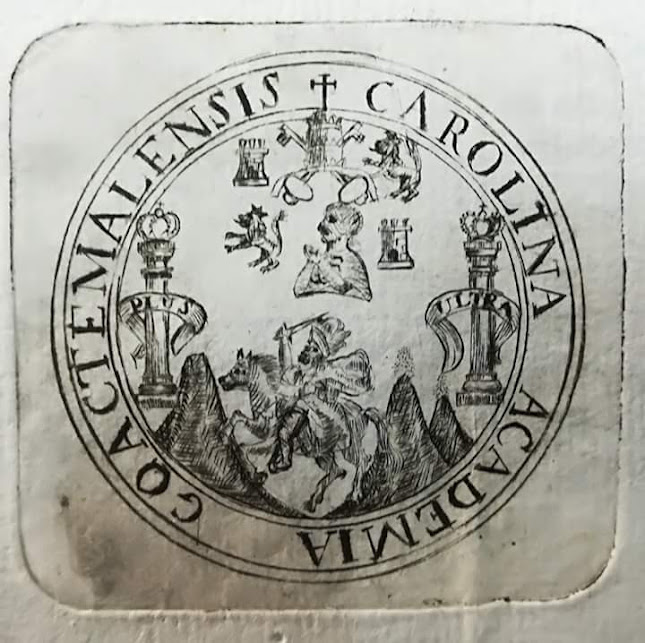
Escudo colonial de la Universidad de San Carlos de Borromeo.

En 1806, el presbítero Rafael José Luna, cura de San José, tuvo la idea de utilizar las ruinas de la antigua catedral como parroquia; en 1814 el cabildo eclesiástico resolvió aceptar la petición y en 1819 se iniciaron algunos trabajos de remodelación del edificio, derrumbando partes arruinadas, como los campanarios. Los trabajos se detuvieron por un tiempo, hasta que se reiniciaron en 1832. Al terminar los trabajos, la parroquia de San José se trasladó del antiguo edificio de la Universidad de San Carlos a la antigua catedral, en donde ha estado desde entonces.
Como no disponía de bienes en la nueva ciudad, la Universidad requirió de donaciones pública para construir un nuevo edificio y obtener cátedras; el rector José Simeón Cañas le hizo saber de la difícil situación de la institución al capitán general Antonio Mollinedo y Saravia en 1803. El edificio universitario quedó a medias cuando sobrevino la independencia en septiembre de 1821.
| Actos de GraduaciónEl novelista guatemalteco José Milla y Vidaurre en su obra Memorias de un Abogado describe cómo eran los exámenes y acto de graduación para obtener el título de Doctor en Derecho Civil cuando la Universidad Pontifica de San Carlos Borromeo recién se había trasladado al Valle de la Ermita: «Pude presentarme solicitando ser admitido al primer acto literario para el grado de doctor, que llamaban repetición. Elegí al Dr. Dávalos para que fuera mi padrino. El oidor se prestó con gusto y salimos juntos en su coche, a distribuir las invitaciones por toda la ciudad.El edificio de la Universidad estaba de gala. El salón de actos adornado con un cortinaje de damasco carmesí; los corredores regados con hojas de pino y en la puerta principal una marimba, que tocaron sin interrupción dos indios mientras duró la fiesta. En presencia del numeroso claustro y de la lucida concurrencia de personas particulares invitadas, pronuncié mi oración con despejo y facilidad facilidad y en seguida contesté a los argumentos que me propusieron tres doctores. Mis respuestas parecieron completamente satisfactorias y fui aprobado por unanimidad de votos. Al día siguiente me impusieron el capelo y quedé incorporado en el claustro como licenciado en derecho civil por la Universidad. Me ocupé empeñosamente en prepararme para el examen que llaman fúnebre, que como de costumbre debía efectuarse en la sala de sesiones del Cabildo Metropolitano. Salí con toda felicidad de aquel certamen literario, que no era ya un acto de fórmula como la repetición. Sujetos competentes me preguntaron durante seis horas, y me propusieron cuestiones graves de jurisprudencia civil. A las doce de la noche, un repique en la Catedral y el estallido de muchos cohetes dobles anunciaron a mis amigos y al público mi triunfo literario. Era la costumbre. Así se enaltecía a la ciencia, se le daba prestigio a los ojos del pueblo y se colocaba a los hombres de letras en un puesto eminente en la escala social. A ese resultado contribuían también las ceremonias y el aparato con que se imponía la borla a los laureados. En un elevado anfiteatro, decorado con un cortinaje de damasco carmesí, estaban las bancas destinadas al cancelario, doctores y bachilleres que formaban el claustro. En el fondo se levantaba el dosel con las armas de la Universidad, y un sillón que debía ocupar el presidente de la Audiencia y capitán general del Reino. Una numerosa orquesta situada en la nave lateral derecha, iba a hacer oir al comenzar la ceremonia. Precedidos por los maceros que abrían paso entre el gentío que llenaba la iglesia, salimos de la sala capitular en número de más de cuarenta individuos, entre doctores y licenciados universitarios. Dos bedeles llevaban en bandejas de plata las propinas y pañuelos de seda destinados a los miembros del instituto. Al final del acto, que yo había dedicado en latín a Jesucristo me ví ataviado con aquella muceta de seda encarnada, vistosamente bordada de oro; cubierta la cabeza con el bonete de terciopelo negro, sobre el cual brillaba la borla y resplandeciendo en mi mano el rubí que adornaba el anillo doctoral». —Tomado de: Milla y Vidaurre, José (1984). Memorias de un Abogado, Colección Textos Modernos'. Guatemala: Editorial Escolar Piedra Santa. |

### Segunda época: Academia de Ciencias

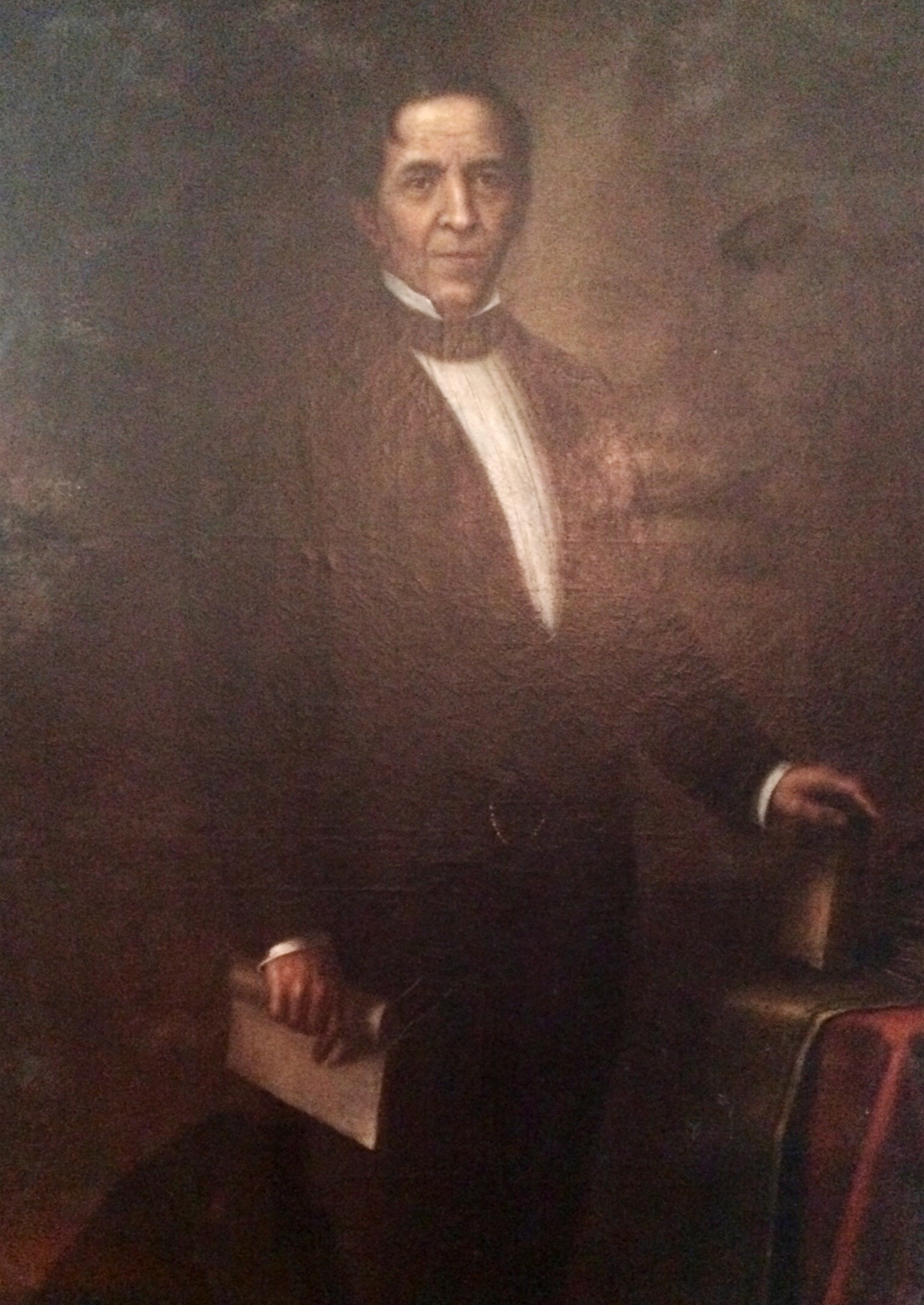
Doctor Mariano Gálvez durante su época de Jefe del Estado de Guatemala.
Fundó la Academia de Ciencias laica, que vino a sustituir a la Universidad Pontifica luego de la independencia.
Sus restos descansan en el edificio del Museo de la Universidad de San Carlos.

Tras la secesión de la Capitanía General de Guatemala en 1821 la Universidad pasó a llamarse simplemente «Pontificia Universidad de San Carlos Borromeo» y quedó en una situación precaria, ya que su nuevo edificio estaba en construcción y el ambiente político de la región centroamericana era muy inestable. En 1825, fue elegido rector el Dr. Juan José de Aycinena y Piñol quien mantuvo la educación religiosa en la Universidad. Sin embargo, tras la derrota de los conservadores y la expulsión de las órdenes regulares, en 1829, la Universidad quedó en suspenso. En 1834, siendo Jefe del Estado de Guatemala el doctor Mariano Gálvez, se creó la Academia de Ciencias en el Estado, sucesora de la Universidad en Guatemala, eliminando la educación religiosa completamente, e implantando la enseñanza de Álgebra, Geometría, Trigonometría y Física; y también se comenzaron a otorgar títulos de Agrimensores. La Academia de Ciencias funcionó hasta 1840, año en que con el triunfo de los conservadores y bajo el mando efectivo del general Rafael Carrera volvió a transformarse en Universidad teológica y se llamó «Pontificia Universidad de San Carlos Borromeo»; el Dr. Aycinena fue nombrado nuevamente rector de la institución.

### Tercera época: Universidad pontificia

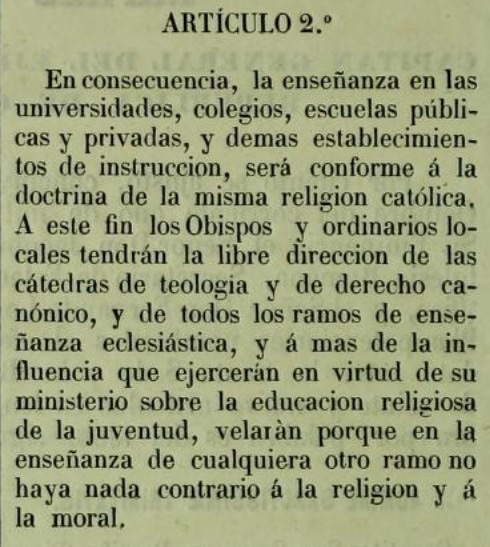
Artículo 2 del Concordato de 1854 en el que el gobierno otorgó a la Iglesia Católica la educación superior de Guatemala.

El poder de la Iglesia Católica y del Clan Aycinena -al que pertenecía el rector y un buen número de funcionarios del gobierno de Carrera- en el régimen conservador quedó ratificado con el Condordato de 1854, por medio del cual Guatemala otorgaba la educación del pueblo guatemalteco a las órdenes regulares de la Iglesia Católica, se comprometía a respetar las propiedades y los monasterios eclesiásticos, autorizaba el diezmo obligatorio y permitía que los obispos censuraran lo que se publicaba en el país; a cambio de ello, Guatemala recibía gracias para los miembros del ejército, permitía que quienes hubiesen adquirido las propiedades que los liberales habían expropiado a la Iglesia en 1829 las conservaran, percibía impuestos por lo generado por las propiedades de la Iglesia, y tenía el derecho de juzgar con las leyes guatemaltecas a los eclesiásticos que perpetraran crímenes. Este concordato fue planificado por Juan José de Aycinena y Piñol, entonces ministro de gobierno y rector de la universidad, ratificado en primera instancia por el ministro de gobernación justicia y asuntos eclesiásticos, Pedro de Aycinena y luego por el presidente de la República, el capitán general Rafael Carrera, que en 1854 fue elegido presidente vitalicio de Guatemala.
Los doctores de la Pontificia Universidad de San Carlos Borromeo vestían traje talar en los días de ceremonia.  Usaban capelo y borla, precedidos por los maceros y seguidos por bedeles.  En la Pontificia Universidad se enseñaban las ciencias teológicas y las escolásticas, así como el derecho romano y las ciencias médicas. Se cursaba allí mismo la filosofía y el latín, y en algún tiempo la lengua k'ach'ikel.
En la clase de lógica los estudiantes defendían el pro y el contra, y aprendían latín sin ningún atisbo de positivismo.  El estudio de la historia de Guatemala era mínimo y no había sino conocimientos muy superficiales de geografía, gramática y matemáticas.
| Y el acto era solemne, en verdad. Allá, bajo el dosel presidencial, el señor Rector, algunos individuos del claustro de doctores, y la persona o personas á quien se le dedicaba el acto; en las tribunas, los invitados de categoría, y en la galería nuestros compañeros del alma mater. Y cuando aquel concurso estaba reunido, entrábamos, rapaces temblorosos, con una capa vieja de gro, cuyo alquiler nos costaba un peso, un bonete universitario bamboleándose sobre la coronilla y con un libro bajo el brazo, á tomar asiento al pie de la cátedra y sufrir allí un examen. Aquello era una especie de pugilato intelectual, una batalla entre el sustentante y los réplicas, en la que se lanzaban silogismos á mansalva y tratábamos de destruir las falacias o deshacer las conclusiones de nuestro contrincante. El acto duraba una hora, pasada la cual el sustentante iba á arrodillarse ante el señor Rector y a prestar el juramento en latín, quedando así incorporado en la orden de bachilleres. —Ramón A. Salazar, Recuerdos de mi Juventud 1896. |

Ya con el título de Bachiller en filosofía, se emprendían nuestros estudios mayores que solamente eran tres: clérigo, abogado o médico.
Dado el Concordato de 1852 con la Santa Sede, la carrera clerical era la más conveniente. Con un poco de aplicación, fortuna e influencias, los sacerdotes seculares podían obtener un buen curato, lo que les representaba renta cuantiosa, buena casa, criadas, regalos, dominio absoluto sobre los feligreses, y participación activa en el gobierno del lugar. El resto de estudiantes se dividía entre Derecho y Medicina.
No existía la carrera de ingeniería como tal, pero sí había agrimensores que tenían que recurrir á maestros particulares, pues la profesión era lucrativa.  Las cátedras de la Universidad de San Carlos se obtenían por oposición, sistema de que tuvo que prescindirse después porque convenía apartar de ellas á ciertos catedráticos renuentes a las ideas modernas.
La teología dogmática y el derecho canónico estaba en su apogeo. Santo Tomás de Aquino era el filósofo de referencias y la Summa el compendio más utilizado. Basados en esta doctrina, los teólogos de la universidad eran intolerantes, y en los círculos dominantes predominaban las ideas que hicieron de Guatemala el país más teológico y reaccionario a los cambios del positivismo en América.
La física y la química se enseñaban teóricamente, sin aparatos ni cartas explicativas ni experimentos. En aquel tiempo no existían ni laboratorios ni gabinetes y no había anfiteatro anatómico. Los estudiantes carecían de libros de texto y la Biblioteca era inaccesible para los estudiantes.  El texto de física de Avendaño -libro de unas cien páginas- sirvió de texto de física, mientras que en química se estudiaba hasta los metaloides. 
En la Universidad Pontificia no se estudiaba historia, ni derecho de gentes, ni economía política, ni derecho constitucional, ni literatura; pero sí derecho romano, historia del derecho civil y derecho canónico.

### Cuarta época: La Universidad durante la Reforma Liberal
Tras la Revolución de 1871, la derrota de los conservadores hizo tomar un rumbo distinto a la enseñanza técnica superior: nuevamente se expulsaron las órdenes regulares, se confiscaron sus bienes y la educación tomó un carácter laico que perduró hasta 1944. Se fundó la Escuela Politécnica en 1873 para formar ingenieros militares, topógrafos y de telégrafos, además de oficiales militares. En julio de 1875 Barrios extinguió la Pontificia Universidad de San Carlos Borromeo y en su lugar creó la Universidad Nacional de Guatemala, con las Facultades de Jurisprudencia y Ciencias Políticas y Sociales, y Medicina y Farmacia; la ley orgánica y reglamentaria de instrucción pública decretaba que, en esta última, el estudio de la fisiología debía efectuarse de una manera filosófica, con todas las teorías modernas sobre la ciencia y, en cuanto fuese posible, de modo experimental. En 1877 el gobierno fundó la Universidad de Occidente, la cual contaba con la Escuela Facultativa de Derecho y Notario de Occidente. y en 1879 fundó la Biblioteca Nacional de Guatemala. Y en 1879 se crearon las facultades de Ingeniería, Filosofía y Literatura.
Durante la presidencia del general Manuel Lisandro Barillas Bercián (1885-1892) se fundó la Escuela Facultativa de Medicina de Occidente y se otorgaron becas para estudiar en el extranjero a los mejores estudiantes de la Facultad de Medicina tanto de la Universidad Nacional como de la Universidad de Occidente.
El 21 de marzo de 1893, durante el gobierno del general José María Reyna Barrios, el decreto legislativo 193 dispuso que las juntas directivas de las facultades de la Universidad Nacional serían nombramientos del ejecutivo lo mismo que los catedráticos de las escuelas facultativas. Las facultades no procederían a elegir sus juntas directivas y no podían sacar cátedras a oposición.
En 1897, debido a la crisis económica derivada del embellecimiento de la infraestructura y el fracaso de la Exposición Centroamericana, Reyna Barrios empezó a ahorrar en educación, cerrando las escuelas y la Universidad Nacional. A fines de ese año, Salvador Mendieta regresó a Guatemala para iniciar sus estudios universitarios, pero debido a la inestabilidad política de Guatemala luego de las revoluciones de Oriente y Occidente tras la extensión del mandato del presidente Reyna Barrios, y al cierre de la Universidad, decidió trasladarse a México a principios de 1898. Pero tras la muerte de Reyna Barrios el 8 de febrero, el gobierno decretó la apertura de los establecimientos públicos de enseñanza, aduciendo que la instrucción era la base de las instituciones liberales; Mendieta entonces ingresó a la Facultad de Derecho y Notariado de la Universidad Nacional.

#### La Universidad durante el gobierno de Manuel Estrada Cabrera
| En ese momento, la nueva asociación arrancó la reacción estudiantil contra la Centroamérica feudalista que preparaba a sus estudiantes para el servilismo político. —Salvador Mendieta Sobre la asociación estudiantil «El Derecho» 1899 |

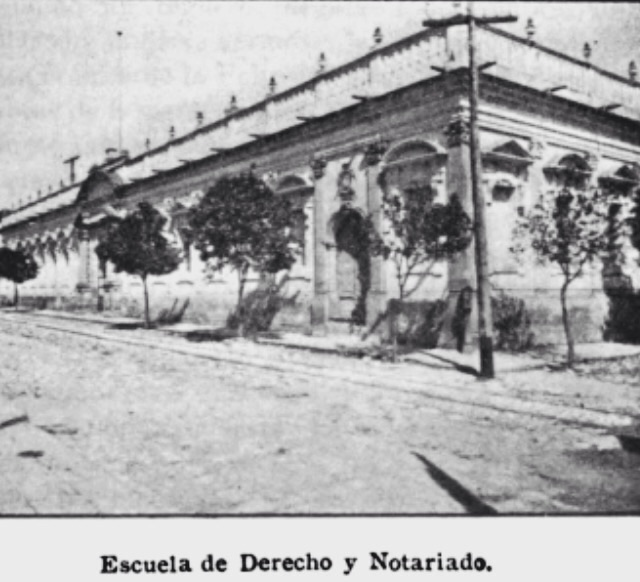
Escuela de Derecho y Notariado en 1907.

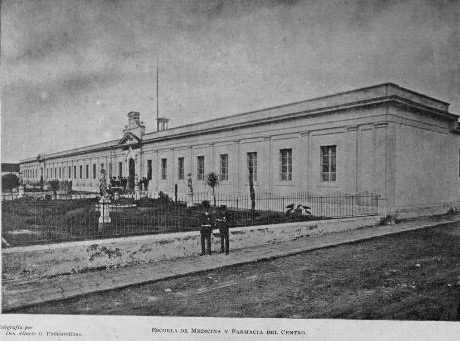
Escuela Facultativa de Medicina y Farmacia en 1907.

El nicaragüense Salvador Mendieta, quien ya había sido expulsado del Instituto Nacional Central para Varones por el recién fallecido general José María Reyna Barrios por haber fundado una asociación que pretendía iniciar un movimiento en contra del director del instituto, fundó el 18 de junio de 1899 junto con otros compañeros la sociedad estudiantil «El Derecho», en la que participó un grupo de estudiantes de leyes, ingeniería y medicina y que tenía tendencias unionistas. La sociedad se dio a conocer públicamente el 15 de septiembre de 1899 cuando algunos miembros fueron invitados por el alcalde de la Ciudad de Guatemala a participar en los actos de la celebración de la independencia de Centroamérica, que se efectuaron en la Facultad de Derecho en 9a. avenida. 
Los objetivos de la sociedad eran una serie de aspiraciones para el cambio social:
- reunir a los estudiantes universitarios del istmo en torno al ideal de la unión centroamericana
- estrechar los vínculos sociales y fomentar intercambio académico
- promover la fundación de sociedades estudiantiles similares a la establecida en Guatemala
- organizar a los estudiantes para entablar la lucha de los que piensan contra los que oprimen.[58]

La asociación el «El Derecho», por las graves denuncias de abuso de poder y las protestas contra el presidente, licenciado Manuel Estrada Cabrera, fue cerrada con apenas un año de existencia; Estrada Cabrera encarceló y luego expulsó a Mendieta por promover estas actividades que amenazaban a su régimen.
En abril de 1899 la Asamblea Legislativa envió al presidente licenciado Manuel Estrada Cabrera (quien obtuvo su título de abogado de la Escuela de Derecho y Notariado de Occidente en 1881) un decreto declarando la autonomía de la Universidad para elegir a sus autoridades; Estrada Cabrera respondió a la Asamblea que dicho decreto no procedía porque «no cabía la autonomía de las Facultades ya que el Estado proveía a su sostenimiento y manejo en todo sentido [...] por lo que eran dependencias oficiales del gobierno [...]» Así entonces, las Facultades de la Universidad dependían del Ejecutivo completamente y el Secretario de Instrucción Pública incluía a las escuelas facultativas de educación superior en su reporte anual a la Asamblea Nacional Legislativa, y también recomendaba al presidente de la república el listado de los docentes de las mismas. Era potestad del presidente la designación final de los profesores. Mediante el decreto emitido 16 de junio de 1900, Estrada Cabrera militarizó todos los centros educativos. Los estudiantes universitarios recibían instrucción militar durante los primeros seis meses del primer año de su carrera.

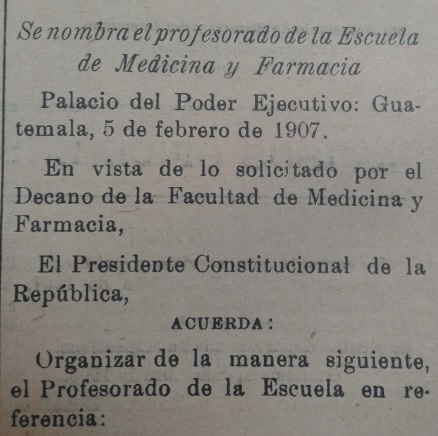
Copia de un decreto aparecido en El Guatemalteco, diario oficial de la República de Guatemala en 1907, que muestra que los profesores de la Universidad Nacional eran designados por el Presidente de la República.

Para 1907, las Escuelas Facultativas eran:
- Escuela de Derecho y Notariado (70 estudiantes)
- Escuela de Medicina y Farmacia (150 estudiantes)
- Instituto Dental (5 estudiantes)
- Escuela de Comadronas (10 estudiantes)
- Escuela de Ingeniería (15 estudiantes)[62]

Nótese que en 1907, la Escuela Facultativa de Ingeniería pertenecía a la Universidad Nacional. Esta Escuela, por cuestiones presupuestarias, alternaba entre la Escuela Politécnica y la Universidad; esta situación terminó en 1908, luego de que el presidente, el licenciado Manuel Estrada Cabrera, cerrara la Escuela Politécnica tras un fallido atentado de unos cadetes contra su vida.
En 1918 se creó la «Universidad de Guatemala», que pasó a llamarse «Universidad Estrada Cabrera», por decreto legislativo del 2 de mayo de 1918. Los trámites de creación de la Universidad fueron hechos por Francisco Gálvez Portocarrero, amigo personal del presidente, quien tras un viaje a Perú, Argentina y Chile con motivo de realizarse un congreso de estudiantes, germinó la idea de crear una Universidad como las sudamericanas en Guatemala. A su regreso al país, Gálvez, que también era diputado de la Asamblea Nacional de Guatemala, trajo consigo una biblioteca sobre el tema universitario e influyó en el gobernante y en los miembros de la Asamblea para la creación de la «Universidad de Guatemala».

#### Gobierno de Carlos Herrera (1920-1921)
La Universidad de Guatemala «Estrada Cabrera», fue disuelta tras el derrocamiento del presidente en abril de 1920; pero una de las primeras medidas del gobierno de Carlos Herrera y Luna (sustituto de Estrada Cabrera designado por la Asamblea Nacional Legislativa) fue la de designar autoridades y profesores para las Facultades de estudios superiores. He aquí ejemplos de los decretos:
| Organismo Ejecutivo Ministerio de Instrucción Pública Se organiza la Junta Directiva de la Facultad de Ingeniería Palacio del Poder Ejecutivo: Guatemala, 22 de abril de 1920. El Presidente Constitucional de la República ACUERDA: Organizar la Junta Directiva de la Facultad de Ingeniería, de la manera siguiente: Propietarios: Decano, Ing. don Claudio Urrutia Vocal 1o., Ing. don Rafael Ponciano Vocal 2o., Ing. don Carlos Benfeldt V. Vocal 3o., Ing. don León Yela Vocal 4o., Ing. don Félix Castellanos B. Secretario: Ing. don Lisandro Sandoval. Suplentes: Decano, Ing. don Felipe Rodríguez S. Vocal 1o., Ing. don Juan de Dios Cabrera Vocal 2o., Ing. don Víctor Pérez Vocal 3o., Ing. don Benjamín Solórzano M. Vocal 4o., Ing. don Florencio Santizo Secretario: Ing. don José Quevedo V. Comuníquese. HERRERA El Secretario de Estado en el Despacho de Instrucción Pública, Manuel Arroyo —Tomado de: El Guatemalteco Diario Oficial de la República de Guatemala - América Central, 25 de abril de 1920 |

| Organismo Ejecutivo Ministerio de Instrucción Pública Se nombran unos catedráticos para la Facultad de Derecho, Notariado y Ciencias Políticas y Sociales Palacio del Poder Ejecutivo: Guatemala, 19 de mayo de 1920. El Presidente Constitucional de la República ACUERDA: Hacer para la Facultad de Derecho, Notariado y Ciencias Políticas y Sociales los siguientes nombramientos: Profesor de Derecho Administrativo, Lic. don Bernardo Alvarado T.; Catedrático de Economía Política, Lic. don Rafael Ordóñez Solís; y Profesor de Procedimientos 2o. Curso, Lic. don Carlos Castellanos. Los nombrados devengarán el sueldo de ley. Comuníquese. HERRERA El Secretario de Estado en el Despacho de Instrucción Pública, Alberto Mencos. —Tomado de: «Decretos del Organismo Ejecutivo». El Guatemalteco, Diario Oficial de la República de Guatemala - América Central. 30 de mayo de 1920. |

De esta cuenta, las Facultades que quedaron constituidas por decretos similares a partir de 1920 fueron:
- Facultad de Ciencias Naturales y Farmacia
- Facultad de Derecho, Notariado y Ciencias Políticas y Sociales
- Facultad de Ciencias Médicas
- Facultad de Ingeniería.

##### Reconocimiento a la labor de la Universidad durante la caída de Cabrera
El gobierno de Carlos Herrera y Luna, en reconocimiento a la colaboración que los estudiantes universitarios prestaron al Movimiento Unionista, devolvió a las Facultades Superiores la autonomía para la elección de autoridades de acuerdo al siguiente decreto (aunque no la autonomía absoluta):
| Decreto No. 1,031 La Asamblea Legislativa de la República de Guatemala DECRETA: Artículo 1o.- Se deroga el Decreto Legislativo No. 193, emitido el 21 de marzo de 1893, y en consecuencia, quedan en vigor las disposiciones de la Ley de Instrucción Pública, modificadas por el mencionado Decreto. Artículo 2o.- Las elecciones de los miembros de las Juntas Directivas de las diversas Facultades Profesionales, tendrán lugar el presente año en el corriente mes de mayo, y los electos tomarán posesión de sus cargos inmediatamente; pero el período de dos años de su ejercicio se contará desde el mes de enero próximo entrante. Pase al Ejecutivo para su publicación y cumplimiento. Dado en el Palacio del Poder Legislativo: en Guatemala, el cuatro de mayo de mil novecientos veinte. Arturo Ubico Presidente de la Asamblea Adrián Recinos Secretario —Tomado de: «Decretos del Organismo Legislativo». El Guatemalteco, Diario Oficial de la República de Guatemala - América Central. 10 de mayo de 1920. |

| Por reconocimiento a las contribuciones de los universitarios al derrocamiento de Estrada Cabrera, el gobierno otorgó un espacio para que los Estudiantes Universitarios pudieran celebrar reuniones de toda índole: Organismo Ejecutivo Ministerio de Instrucción Pública Se concede a los Estudiantes Universitarios el uso gratuito del edificio de la Escuela "Manuel Cabral." Palacio del Poder Ejecutivo: Guatemala, 23 de abril de 1920. El Presidente Constitucional de la República. En el deseo de prestar apoyo a los jóvenes Estudiantes Universitarios y con el propósito de que tengan un local adecuado para celebrar sus reuniones y editar sus periódicos científicos, ACUERDA: Concederles gratuitamente el uso del edificio que ocupa actualmente la Escuela Nacional de Niñas "Manuel Cabral" situado en la 10a. Calle Oriente, contiguo a Capuchinas. Comuníquese. HERRERA El Secretario de Estado en el Despacho de Instrucción Pública Manuel Arroyo —Tomado de: «Decretos del Organismo Ejecutivo». El Guatemalteco, Diario Oficial de la República de Guatemala - América Central. 25 de abril de 1920. |

No es de sorprender que de esta época daten la Asociación de Estudiantes Universitarios y el resurgimiento de la Asociación de Estudiantes «El Derecho», que había sido cerrada por Estrada Cabrera en 1899.

#### Década de 1920

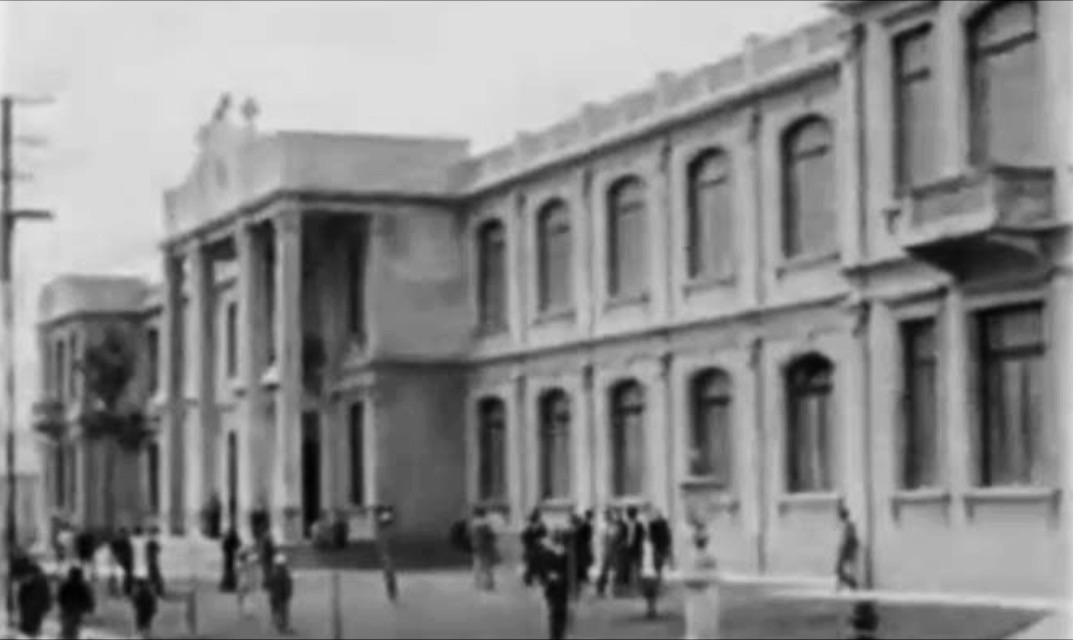
Paraninfo universitario.

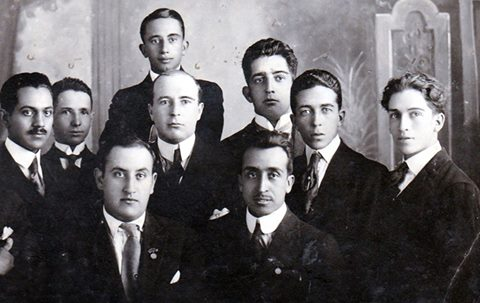
Estudiantes de la Universidad Nacional de Guatemala en 1921. Primero a la derecha se encuentra David Vela.

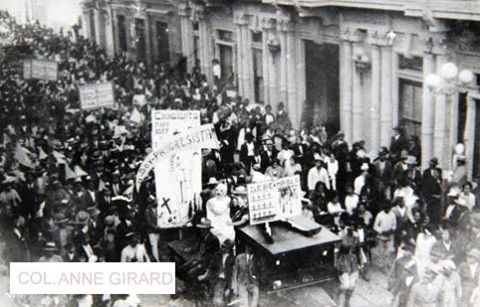
Desfile bufo de la Huelga de Dolores de 1927 frente a la Escuela de Derecho y Notariado.

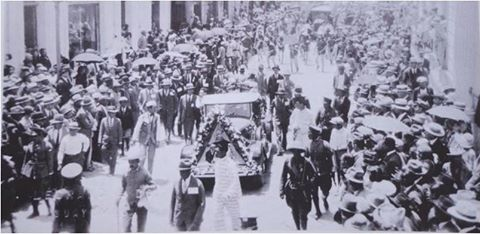
Desfile bufo de 1928, durante el gobierno progresista del general Lázaro Chacón.

Tras el golpe de Estado de 1921, el general José María Orellana inició una política totalmente favorable a los intereses de las compañías estadounidenses que habían obtenido generosas concesiones del gobierno de Manuel Estrada Cabrera; Herrera se había negado a ratificar dichas concesiones, pero fue derrocado. 
Bajo los principios clave que de desanalfabetización, elevación del nivel educativo y fortalecimiento de la instrucción cívica, que se postularon durante el gobierno de Carlos Herrera y Luna se creó en 1922 la Universidad Popular, desde donde el proyecto educativo se fortaleció y extendió.
La idea inicial fue del poeta colombiano Porfirio Barba Jacob. Y fueron un grupo de intelectuales, miembros de la llamada Generación de 1920, Epaminondas Quintana, Carlos Federico Mora, David Vela, Miguel Ángel Asturias y Carlos Fletes Sáenz, quienes la fundaron el 20 de agosto de 1922. Se trataba de llevar a los sectores populares un tipo de instrucción que hasta entonces había sido propiedad exclusiva de las élites del país y el nombre “Universidad” no hacía referencia a una casa de estudios de enseñanza superior: el objetivo era tomar un nombre que aludía a una institución de carácter elitista, que monopolizaba el derecho al conocimiento y bajarlo a un nivel al que todas las personas pudieran tener acceso. 
Los objetivos fundacionales de la Universidad Popular en Guatemala se centraban en los tres aspectos nodales del problema educativo:
1. Enseñar a leer y escribir.
2. Enseñar el círculo de conocimientos generales en las clases sociales, que por circunstancias de la fortuna no han podido adquirirlas.
3. Difundir en el pueblo las nociones más importantes de higiene, de instrucción cívica y moral, para obtener un mejoramiento en las condiciones físicas y espirituales de la gran masa.[j][72]

Tras las masacres de trabajadores de la United Fruit Company y de su subsidiaria la International Railways of Central America en 1924, hubo considerables protestas por parte de los universitarios, quienes acusaban al gobierno de Orellana de entreguismo. En respuesta a las protestas, Orellana cerró la Universidad, aunque esto supuso para el gobierno la falta de apoyo por parte de la red de intelectuales. 
En 1926, murió el general Orellana en circunstancias sospechosas en la Antigua Guatemala y fue sucedido por el también general Lázaro Chacón, quien tuvo un enfoque progresista. Ya con Chacón al frente del Gobierno, se reabrió la Universidad el 23 de septiembre de 1929, lo cual fue considerado como una de las acciones inmediatas más alabadas de su gobierno.
Cuando tomó posesión el general Jorge Ubico Castañeda como presidente, nuevamente retiró la autonomía a las facultades; irónicamente, durante el final del gobierno del general Lázaro Chacón y los gobiernos interinos que le sucedieron luego de que sufriera de un derrame cerebral (entre diciembre de 1930 y febrero de 1931), la universidad estuvo a punto de obtener la autonomía absoluta. Además, en 1932 Ubico cerró la Universidad Popular y prohibió la realización de actividades de la Huelga de Dolores.

### Quinta época: La Universidad después de la Revolución de Octubre
No fue sino hasta la caída del gobierno del sucesor de Ubico Castañeda, general Federico Ponce Vaides, el 20 de octubre de 1944, que se otorgó la autonomía universitaria definitiva a la Universidad Nacional; el 11 de noviembre de 1944 se emitió el Decreto n.º 12 que otorgaba Autonomía a la entidad y ésta pasó a llamarse «Universidad de San Carlos de Guatemala». La Universidad fue concebida como rectora de la educación superior, y a la vez, fue encomendada con funciones de cooperación en el estudio y solución de los problemas nacionales.
En ese año se crearon las siguientes facultades:
- Facultad de Humanidades: fundada por el entonces presidente de Guatemala Dr. Juan José Arévalo el 17 de septiembre de 1945. Entre sus fundadores estuvo también como catedrático honorario fundador el Dr. Eduardo García Máynez que era catedrático emérito de la UNAM. Los estudios humanísticos que se incluyeron fueron: Filosofía, Historia, Literatura, Psicología y Pedagogía.[78]
- Facultad de Agronomía
- Facultad de Arquitectura
- Facultad de Ciencias Económicas[8]

Asimismo, se abrió la universidad a las mujeres y a todos los miembros de la sociedad guatemalteca y ya no solo a las élites.

#### Tras la contrarrevolución de 1954
Cumpliendo con el mandato constitucional, la Universidad de San Carlos tuvo participación activa en la vida del país, presentando propuestas concretas sobre temas económicos, políticos y sociales. Con el advenimiento de la Guerra Fría entre los Estados Unidos y la Unión Soviética, países que se repartieron la hegemonía mundial tras su victoria en la Segunda Guerra Mundial, la contrarrevolución de 1954 del Movimiento de Liberación Nacional, la Revolución Cubana en 1959 y con el influjo de estudiantes de todos los estratos sociales, el pensamiento marxista se radicalizó en la Universidad. Por otra parte, el entonces Arzobispo de Guatemala, Mariano Rossell y Arellano se encontró con que era urgente que se recuperara la posición de la Iglesia Católica en Guatemala, perdida desde el gobierno liberal de Justo Rufino Barrios en 1872, y por esa razón se alió a los intereses de la United Fruit Company por intermedio del Movimiento de Liberación Nacional para derrocar a los gobiernos revolucionarios a los que tildaba de ateos y comunistas. El 4 de abril de 1954, Rossell Arellano emitió una carta pastoral en la que criticaba los avances del comunismo en el país, y hacía un llamado a los guatemaltecos para alzarse y pelear contra el enemigo común de Dios y de la patria. Dicha pastoral fue distribuida por todo el país; y aunque publicara que la Iglesia católica no buscaba privilegios en su lucha contra el gobierno de Arbenz, Rossel y Arellano consiguió que tras el derrocamiento de este en junio de 1954, el gobierno del coronel Carlos Castillo Armas incorporara en la Constitución de 1956 lo siguiente, por primera vez desde 1872:
- la capacidad jurídica de la Iglesia Católica para tener propiedades
- que se declarara la educación religiosa de interés público
- que el Estado contribuyera al sostenimiento de la educación religiosa
- que se declarara la independencia académica de las universidades privadas respecto de la Universidad de San Carlos de Guatemala.[80]

De esta forma, la Iglesia Católica recuperó una parte del poder que perdiera en 1871, luego de que la Reforma Liberal le expropiara de sus tierras, bienes y privilegios, en un ataque directo contra ella, ya que era el principal miembro del Partido Conservador de Guatemala de entonces.

#### El caso Nottebohm y el decano de la Facultad de Derecho

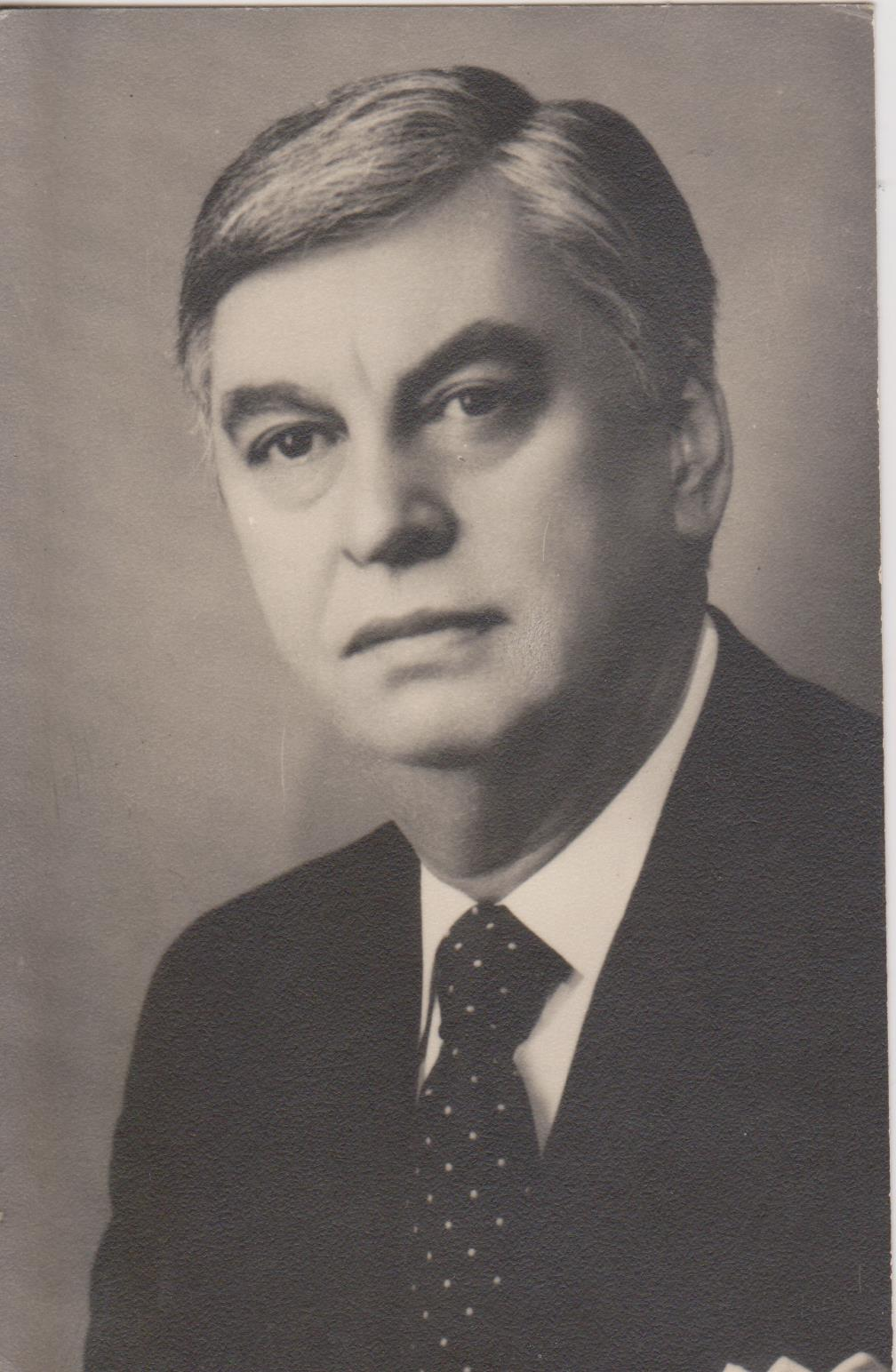
Doctor Adolfo Molina Orantes, decano de la Facultad de Derecho y asesor jurídico de la comisión guatemalteca ante la Corte Internacional de Justicia.

Entre 1951 y 1955, el decano de la Facultad de Derecho, el licenciado Adolfo Molina Orantes, fungió como asesor legal de la delegación de Guatemala ante la Corte Internacional de Justicia de La Haya en contra del principado de Liechtenstein y su ciudadano Friedrich Nottebohm en lo que se conoció como el Caso Nottebohm. En 1943, debido a que Guatemala se había declarado en guerra con Alemania, Friedrich Nottebohm fue arrestado por su condición de alemán y fue deportado a Estados Unidos, donde quedó internado por su calidad de "ciudadano de país enemigo" conforme a los propios registros guatemaltecos. Al ser liberado en EE. UU. en 1946, Friedrich Nottebohm trató de regresar a Guatemala, siéndole negada la entrada. En 1949 sus bienes situados en territorio guatemalteco fueron confiscados y Liechtenstein inició en 1951 un proceso ante la Corte Internacional de Justicia de La Haya contra Guatemala, reclamando reparaciones y compensaciones en favor de su ciudadano Friedrich Nottebohm. En este caso se planteaba un primer tema relevante en cuanto a la admisibilidad de la demanda; la cuestión era saber si Liechtenstein (el Estado donde Nottebohm se había naturalizado en octubre de 1939) podía protegerlo con respecto a Guatemala, país que presuntamente le había ocasionado el agravio mediante la confiscación de su patrimonio. La Corte decidió en fallo del 6 de abril de 1955 que no había lugar a la admisibilidad de la demanda; y que por tanto Guatemala no estaba obligada a reconocer la nacionalidad de Liechtenstein adquirida por Nottebohm para los efectos de la protección diplomática. La Corte concluyó que la naturalización de octubre de 1939 fue solicitada por Nottebohm con el único propósito de obtener un reconocimiento legal por parte de Liechtenstein a su favor, a fin de que se sustituyera su estatus de nacional de un Estado beligerante (Alemania) por el estatus de un Estado neutral (Liechtenstein), y por ello ninguna intención podía advertirse en Nottebohm en quedar ligado a las tradiciones, intereses, modo de vida o al ejercicio de derechos y obligaciones con respecto a Liechtenstein. Debido a este motivo la Corte decidió que Guatemala conservaba el derecho de rechazar la validez de la naturalización de octubre de 1939 y el Principado de Liechtenstein carecía de derecho para reclamar reparaciones en favor de Nottebohm.
Esta decisión resultó relevante en el Derecho internacional respecto de los criterios que rigen el reconocimiento de la nacionalidad efectiva de una persona. Por su parte, el licenciado Adolfo Molina Orantes fue reconocido como un experto en cuestiones legales a nivel internacional y nombrado consultor permanente en la corte internacional, trascendiendo su prestigio como jurista los límites nacionales.

#### Formación de universidades privadas

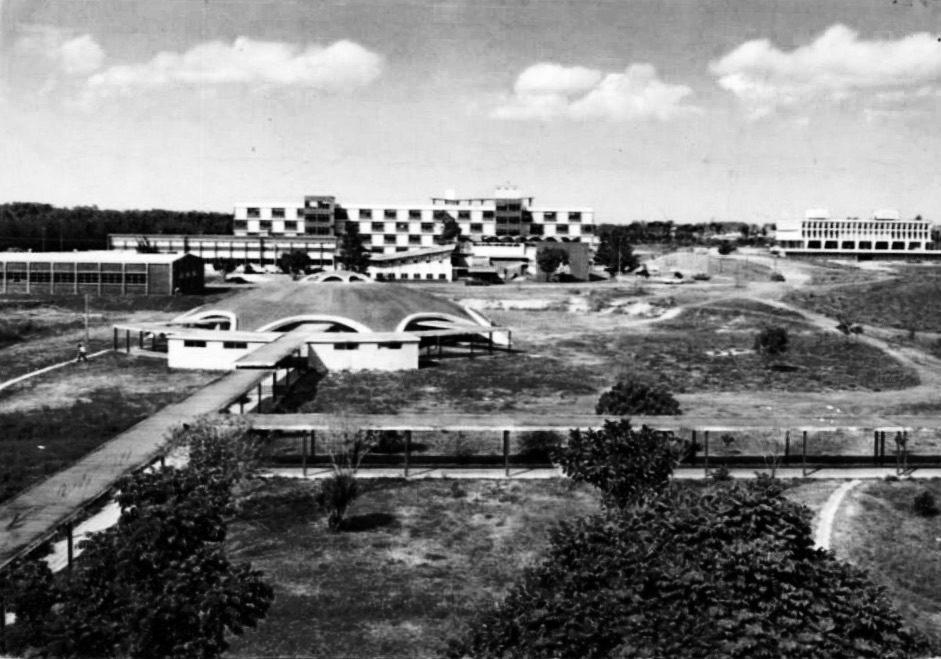
Campus Central de la Universidad recién estrenado en 1961. Se observa el Aula Magna, la Rectoría y la Facultad de Ingeniería.

Como resultado de los cambios en la política nacional tras la contrarrevolución de 1954, las élites guatemaltecas empezaron a formar sus propios centros universitarios, en los que se manejó un pensamiento católico o capitalista y liberal para contrarrestar el pensamiento social-comunista sancarlista. En 1965 se emitió la Ley del Impuesto sobre la Renta en que se exoneró a las universidades privadas de toda clase de impuestos, contribuciones y arbitrios y en 1966 se aprobó la Ley de Universidades Privadas.

#### Fomento de la Medicina Veterinaria
La Facultad de Medicina Veterinaria y Zootecnia fue creada el 27 de septiembre de 1957, entonces adscrita a la Facultad de Ciencias Médicas, en el denominado Paraninfo Universitario zona 1. En 1958 y 1959 desarrolló sus funciones en casas particulares de la ciudad alquiladas por la universidad en la Quinta Calle y Segunda Avenida de la Zona 9 primero, y luego en la vía 4 y Séptima Avenida de la zona 4), utilizando también la biblioteca del Jardín Botánico de la USAC, en calle Mariscal Cruz y Avenida de la Reforma de la zona 4. Para 1960 la Facultad de Veterinaria se estableció de forma permanente en la Ciudad Universitaria, instalándose provisionalmente en dos edificios prefabricados.
El 11 de enero de 1969 se creó la Escuela de Zootecnia, independiente de la Escuela de Medicina Veterinaria. y el 27 de septiembre de 1974 se trasladó a los nuevos edificios modulares inaugurados en la parte sur-occidental de la Ciudad Universitaria, junto con el Hospital Médico Veterinario.

#### Investigaciones de la historia guatemalteca
En 1957 regresó a Guatemala el reconocido historiador marxista Severo Martínez Peláez, quien se dedicó a la docencia en la Universidad de San Carlos. El decano de la Facultad de Ciencias Económicas, licenciado Rafael Piedrasanta Arandi y el rector magnífico de la universidad, doctor Edmundo Vásquez Martínez, dieron la anuencia para que la universidad le otorgara a Martínez Peláez una beca para investigación en el Archivo General de Indias en Sevilla, España entre 1967 y 1969. De esta investigación surgieron su obra principal, «La patria del criollo» en 1970, así como el programa de Historia Económica de Centro América de la Facultad de Ciencias Económicas y la reforma total de la Escuela de Historia de la universidad en 1978.
En 1979, por amenazas del gobierno del general Fernando Romeo Lucas García, Martínez Peláez tuvo que salir nuevamente al exilio con su familia y continuó su labor investigativa y formativa en la Benemérita Universidad Autónoma de Puebla, en donde participó en seminarios y cursos nuevos en la carrera de historia del Colegio de Historia de esa universidad mexicana y tuvo importantes reuniones con historiadores y exilados guatemaltecos en México.

### Represión y decadencia
Durante el gobierno del general e ingeniero Miguel Ydígoras Fuentes se inició la represión directa en contra de los miembros de la Universidad, que se puso de manifiesto con la muerte de tres estudiantes frente a la Facultad de Derecho en la zona 1 en 1962.

#### Caso EXMIBAL
Durante el gobierno de Julio César Méndez Montenegro se discutió la posibilidad de ceder las minas de níquel en Izabal pero esto no prosperó. Tan pronto como el general Carlos Arana Osorio inició su gestión el 1.º de julio de 1970, reabrió el caso de EXMIBAL y empezó a trabajar para cederle la concesión; pero numerosos sectores sociales se opusieron a la misma, ya que argumentaban que resultaría muy onerosa para el país. Uno de los principales opositores fue la Comisión que la Universidad de San Carlos creó para analizar el asunto; entre los miembros de la comisión estaba el licenciado Oscar Adolfo Mijangos López, para entonces diputado en el Congreso, el respetado intelectual guatemalteco y Alfonso Bauer Paiz, reconocido intelectual y exmiembro de los gobiernos de Juan José Arévalo Bermejo y de Jacobo Árbenz Guzmán, y Julio Camey Herrera. Camey Herrera y Bauer Paiz fueron atacados a tiros en noviembre de 1970: Camey murió a consecuencia de sus heridas, mientras que Bauer Paz, herido, tuvo que salir al exilio.
Los miembros de la comisión se opusieron rotundamente a las condiciones de la concesión que propuso el Gobierno a EXMIBAL; luego del atentado contra Bauer Paiz y Camey, el 13 de febrero de 1971 Mijangos López fue asesinado por desconocidos cuando salía de su oficina en la 4.a avenida de la zona 1 de la ciudad de Guatemala.
El 8 de mayo de 1971 el gobierno de Arana Osorio finalmente otorgó la concesión a EXMIBAL; ésta cubría trescientos ochenta y kilómetros cuadrados en el área de El Estor, con una inversión inicial de US$228 millones. La mina, construida en las montañas de los indígenas Q'eqchi incluía un complejo residencial de setecientas casas, numerosas oficinas, un hospital, un pequeño centro comercial, escuela, una cancha de golf y un gran área de procesamiento industrial.

#### Gobiernos militares de Laugerud y Lucas García
Durante los gobiernos militares de los años setenta, se mantuvo la tensión entre el gobierno y la universidad, la cual llegó a su punto álgido en 1978, durante las protestas masivas que se produjeron para protestar por el alza del pasaje al transporte urbano de la Ciudad de Guatemala. La Asociación de Estudiantes Universitarios tuvo un papel protagónico en las protestas, pero esto trajo la persecución de sus líderes y el asesinato del secretario general de dicha asociación Oliverio Castañeda de León, el 20 de octubre de ese año.
A tan solo quince días del asesinato de Castañeda de León, fue desaparecido su sucesor, Antonio Ciani García, y en los siguientes 18 meses recibieron amenazas casi todos los dirigentes estudiantiles y profesores universitarios con vinculaciones políticas (incluso con los partidos legales). Quienes no hicieron caso y continuaron con sus actividades de protesta, murieron o fueron secuestrados.
Al iniciarse el año 1979, siguen los ataques a prestigiosos miembros de la Universidad:
- El 25 de enero de 1979 fue asesinado Alberto Fuentes Mohr, doctor en Ciencias Económicas, diputado del Congreso, dirigente del Partido Socialista Democrático (PSD) y exministro de Finanzas y de Relaciones Exteriores durante el gobierno del licenciado Julio César Méndez Montenegro.
- Ese mismo día, a pocas horas, fue acribillado el dirigente estudiantil y sindical Ricardo Martínez Solórzano.
- El 14 de febrero fue asesinado Manuel Lisandro Andrade Roca, secretario general de la Universidad en el período de Saúl Osorio Paz (y dirigente estudiantil durante las jornadas de 1962).
- El 22 de marzo fue muerto el exalcalde de la capital Manuel Colom Argueta, en un operativo en que sus asesinos supuestamente emplearon un helicóptero para dirigir la operación[89][m] En la Universidad, el rector Saúl Osorio Paz, después de los ataques a sus colegas y amenazas contra su persona, empezó a vivir en la rectoría, protegido por brigadas estudiantiles del partido universitario FRENTE. En un caso sin precedentes, el rector dirigió la Universidad desde la clandestinidad por casi dos años.[89]

El efecto de la represión estatal y paraestatal era peor en el movimiento estudiantil: la AEU terminó diezmada. A pesar de todo esto, la asociación continuó siendo una organización beligerante durante esta campaña de terror. Para protegerse, la AEU reestructuró su forma organizativa y para que sus dirigentes no fueran tan vulnerables, se abstuvo de revelar los nombres de estos.
En enero de 1979, llegó a la Universidad una nueva generación de estudiantes de primer ingreso. Muchos de ellos habían sido miembros de la CEEM o las asociaciones estudiantiles en los institutos del Estado y habían participado en las jornadas de octubre de 1978. Fueron ellos quienes ocuparon el liderazgo de la AEU. Pero fue mucho más difícil reemplazar a los docentes caídos o en el exilio, lo que dio como resultado un marcado descenso en la calidad académica de la institución. Más tarde se propusieron leyes que restringían severamente su autonomía, y violando el mandato constitucional de otorgarle el 5% del presupuesto nacional, su presupuesto se recortó considerablemente.

#### Quema de la Embajada de España en Guatemala
El 31 de enero de 1980, estudiantes de la Universidad de San Carlos asesoraron al grupo campesino del Quiché que quería hacer público su precaria situación. Cuando los periódicos del país no se atrevieron a publicar sus demandas y luego de que se agotaron todas las vías legales para ser escuchado, el grupo decidió tomar las instalaciones de la Embajada de España y utilizar dicha toma como palestra de sus demandas La reacción del gobierno del general Fernando Romeo Lucas García fue enérgica: la policía rodeó las instalaciones de la Embajada y tras varias horas de asedio, la situación terminó con el incendio de la habitación en la que se habían refugiado todas las personas que se encontraban dentro de la embajada, incluyendo a todo el personal de la misma y a algunos visitantes fortuitos, como el exvicepresidente de Guatemala, el licenciado Eduardo Cáceres Lehnhoff. Tras el hecho, los únicos dos sobrevivientes fueron el embajador Máximo Cajal López y el campesino Gregorio Yujá Xona, quienes fueron llevados al Hospital Privado Herrera Llerandi. Allí fue secuestrado Yujá y se quiso secuestrar al embajador, pero este fue sacado justo a tiempo del hospital por el embajador de Costa Rica en Guatemala y luego salió de Guatemala esa misma noche. Yujá, por su parte, fue torturado y su cadáver arrojado frente a las instalaciones de la Rectoría de la Universidad de San Carlos. Su cuerpo fue sepultado en la Plaza de Héroes y Mártires del Campus Central.

#### Asesinato de estudiantes en el campus central
En 1980, cada miércoles en reunión ordinaria y otros días en reuniones extraordinarias, se reunía la mayoría de los cuarenta y cuatro miembros del Consejo Superior Universitario (CSU) para analizar la situación de Guatemala, la cual era alarmante, ya que no solamente la universidad se encontraba bajo ataque sino también todos los sectores religiosos, sindicalistas, campesinos, estudiantiles y políticos. No había consenso sobre las acciones a tomar: un reducido grupo sugería que la USAC debía bajar el perfil en su defensa de los sectores reprimidos de la sociedad guatemalteca mientras que la mayoría consideraba que la universidad nacional debía continuar desempeñando su papel como hasta entonces; también había diferencias: el grupo en el que se incluía el Rector Saúl Osorio Paz propugnaba la firmeza y el apoyo a la sociedad reprimida, sin llegar a provocar al gobierno, mientras que el grupo más radical consideraba deber de la universidad unirse al proceso revolucionario ya en marcha.
Además de ese clima de discusión interno, a diario había víctimas universitarias de la represión del régimen del general Lucas García, e incluso la vida del Rector estuvo en grave riesgo en un par de oportunidades; y para completar el panorama, miembros de las fuerzas contrainsurgentes clandestinas se infiltraban y actuaban dentro de la ciudad universitaria. Los dirigentes de la comunidad universitaria decidieron que lo mejor era que el Rector Osorio Paz saliera del país; luego de momentos sumamente tensos, el Rector pudo salir y desempeñarse en el exilio entre México y Costa Rica, siendo reemplazado en sus funciones en Guatemala por Leonel Carrillo Reeves, entonces Decano de la Facultad de Ciencias Químicas y Farmacia.
Luego de un mes de relativa tranquilidad interna, el CSU se vio emplazado por el sector minoritario -entre cuyos miembros había algunos universitarios con estrechos contactos con militares de alto rango- para que se le pidiera la renuncia a Osorio Paz, aduciendo que las declaraciones y acciones de Osorio Paz en el exterior ponían en peligro la integridad física de los universitarios que seguían en Guatemala. Carrillo Reeves planteó entonces que él no seguiría siendo el Rector en funciones para forzar a que Osorio Paz renunciara a su condición de Rector en el exilio o regresara a asumir nuevamente sus funciones. La mayoría de los miembros del CSU rechazó el planteamiento de Carrillo Reeves, pues era inadmisible hacer lo que pretendía el alto mando del Ejército: descabezar a la universidad y, vía nuevas elecciones, someterla al control militar. Carrillo Reeves había asumido por su condición de Decano que más tiempo había estado en el ejercicio de dicho cargo; al renunciar a ejercer las funciones, le correspondería asumir la Rectoría al segundo Decano más antiguo en el puesto, el Ing. Roberto Molina Mejía, por haber iniciado su período en julio de 1976. La fecha del traspaso de funciones se estableció para el 14 de julio. 
El 14 de julio de 1980, Molina Mejía llegó antes de las 7:00 a. m. a la Rectoría de la Universidad de San Carlos para cumplir con el mandato del Consejo Superior Universitario de que asumiera, interinamente, como Rector Magnífico. Guatemala se encontraba en medio de una fuerte represión; agudizada después de los sucesos de la embajada española. Procedieron a preparar la firma del acta de traspaso de funciones; y justamente, cuando Molina Mejía estaba a punto de firmar una de las copias del acta, se escuchó lo que parecía la explosión de muchos cohetillos -conocidos como «ametralladoras» entre los juegos pirotécnicos guatemaltecos- en las afueras del Edificio de la Rectoría. Pero no era tal; durante varios minutos, fuerzas de seguridad del gobierno provenientes de la zona 7 dispararon en contra de todas las personas que ingresaban o circulaban por el acceso a la ciudad universitaria desde el Anillo Periférico, muy cerca de la Rectoría. Hubo docenas de heridos de bala y el saldo fatal fue de ocho estudiantes muertos -todos ellos estudiantes del curso de vacaciones de la Facultad de Ingeniería-. Se trató del primer ataque en los recintos universitarios desde 1962; la explicación oficial fue que esa mañana un grupo guerrillero había matado al jefe de la estación de policía de la zona 7 y que, en venganza, y en función de la acusación pública del presidente Lucas García de que la universidad era «centro de subversión», integrantes de ese contingente habían decidido atacar a los universitarios en la ciudad universitaria, en forma inmediata e indiscriminada.
La universidad declaró tres días de duelo, cerró todas sus actividades académicas y sostuvo una conferencia de prensa para hacer conocer su posición a la opinión pública.  Los diecisiete días que Molina Mejía fungió como Rector Magnífico de la Universidad fueron los más intensos de la época represiva; su equipo de trabajo tuvo audaces iniciativas para salvar la crisis; amistades se solidarizaron con el Rector y la institución y que ofrecieron su concurso para detener el baño de sangre de la USAC. La universidad planteó el diálogo nacional y se alcanzó a los ámbitos académico, religioso y político, pero no se llegó a plantear tal diálogo. Incluso, hubo personas que, corriendo riesgos personales, le permitieron pasar cada noche en una casa distinta. Molina Mejía terminó su gestión el 31 de julio de 1980.
Otro de los candidatos a Rector de la USAC en las elecciones que ganara Osorio Paz, Bernardo Lemus Mendoza y quien se encontraba laborando en la Secretaría General de Planificación Económica fue asesinado el 29 de enero de 1981.

#### Venta de estupefacientes en el campus central, década de los 80s
Durante la década de los 1980 la persecución contra los líderes universitarios se intensificó y terminó por desarticular a los grupos estudiantiles; por otra parte, los ataques de toda índole contra la universidad se incrementaron: por ejemplo, a principios de la década de 1980 en los alrededores del Aula Magna del Campus Central se instalaron vendedores al menudeo de drogas recreativas, los cuales se aprovecharon de la autonomía universitaria para que la policía no interfiriera en sus actividades delictivas. Esto hizo que al Campus Central de la Universidad de San Carlos se le conociera como una zona roja en donde se vendían estupefacientes con total impunidad; en cuanto a las autoridades universitarias, éstas no pudieron eliminar este flagelo, pues los delincuentes estaban fuertemente armados. Esta situación se mantuvo hasta 1989, en que un comando de la policía ingresó a la universidad y obligó a replegarse a los expendedores.

#### Constitución de 1985: elección de Magistrados
Tras la eliminación física y exilio forzoso de la mayor parte de los catedráticos, la estabilidad de la Facultad de Derecho luego de la Guerra Civil llegó con la decanatura de Cipriano Soto Tobar, quien inició su gestión en 1988. Soto Tobar dio un significativo giro al camino de la facultad, estableciendo redes políticas para favorecer a los grupos políticos de presión aprovechando el nuevo papel que la Constitución le asignó a la Universidad de San Carlos: con la nueva Constitución de Guatemala, decretada en 1985, la Facultad de Derecho y la Universidad de San Carlos fueron encomendadas con la tarea de participar con representantes en los procesos de elección de los magistrados de las más altas cortes del país, así como del contralor general de Cuentas,, y el jefe del Ministerio Público, Asimismo, a la Universidad se le asignó la potestad de comisinar a un Magistrado ante la Corte de Constitucionalidad, que es la corte encomendada a conocer de asuntos de inconstitucionalidad.
Estas redes tuvieron toda la década de los noventa para afianzarse y tejer relaciones con las instituciones y espacios con que se relacionaban como universidad. Tras dejar la decanatura, el Consejo Superior Universitario postuló a Soto para la Corte de Constitucionalidad, a pesar de que existían persistentes rumores de que estaba vendiendo título de licenciaturas y certificados de servidores sociales durante su gestión; sin embargo, su candidatura fue aceptada pues no se pudo probar su participación en esos hechos ya que nadie presentó pruebas fehacientes -y mucho menos título mal habidos. Dos de sus actuaciones en la Corte de Constitucionalidad evidenciaron posibles componendas políticas: votó a favor de validar las redes de adopciones y luego a favor de la inscripción como candidato presidencial del general Efraín Ríos Montt, a pesar de la prohibición de la Constitución de 1985, que no le permitía inscribirse por haber formado parte de un golpe de Estado. Por esos años, las redes de adopciones que operaban en Guatemala llegaron a cobrar hasta US$60,000 por niño y pasaron de entregar mil doscientos niños en 1997 a más de cuatromil en 2004.
Estuardo Gálvez -quien inició su gestión como Decano en 2000, y luego fue Rector Magnífico de la Universidad- fue uno de los miembros de las redes que estableció Soto; al darse cuenta de la importancia del Colegio de Abogados, -que era también partícipe de las elecciones de Magistrados y que hasta entonces estaba controlado por abogados vinculados al capital tradicional del país- Gálvez buscó desde el inicio de su gestión en la decanatura favorecer a sus estudiantes graduados con puestos en instituciones públicas para que éstos pagaran su lealtad con votos favorables en el Colegio de Abogados. Tras varias elecciones, y con Gálvez fuera de la decanatura, la red de Soto venció a los abogados del capital tradicional en las elecciones del Colegio de Abogados por 300 votos; según consta en actas, la mayoría de sus votos fueron los abogados jóvenes, sus ex estudiantes.

#### Protestas populares de 1985 y toma militar del Campus Central
Durante el gobierno de Mejía Víctores nació el Grupo de Apoyo Mutuo (GAM) liderado por Nineth Montenegro y también cobró una fuerza considerable la Coordinadora de Estudiantes de Educación Media -CEEM-, formada por esstudiantes del Instituto Nacional Central para Varones, el instituto Normal Central para Señoritas Belén y el Instituto Rafael Aqueche- la cual organizó masivas protestas en septiembre de 1985 en contra del alza de los precios de los transportes públicos. Al menos diez personas murieron en la Ciudad de Guatemala en la oleada de disturbios urbanos más extensos desde las protestas contra el gobierno de Fernando Romeo Lucas García en agosto de 1978. Los disturbios se iniciaron con manifestaciones populares contra el alza del precio del transporte público pero luego se generalizaron contra la situación económica que vivía el país en ese momento. Incendio de autobuses urbanos, toma de calles y manifestaciones masivas que resultaron en destrozos de la infraestructura pública ocurrieron casi todos los días.
El gobierno respondió con tres mil soldados del Ejército, apoyados por blindados ligeros, y con fuerzas del pelotón antimotines de la Policía Nacional, quienes fueron desplegados en áreas céntricas y periféricas de la ciudad. También, la noche del 3 de septiembre la Universidad de San Carlos de Guatemala fue ocupada militarmente y se dijo que en su interior se encontró un polígono de tiro subterráneo y propaganda subversiva.
Varios centenares de personas fueron detenidas y el general Mejía Víctores se dirigió al país mediante una alocución radiotelevisada en la que anunció medidas para atajar la agitación social reinante. El general Mejía anunció el cierre de centros docentes hasta nuevo aviso y la congelación de precios de los artículos de consumo; al final, como parte de la solución del proceso se otorgó un bono estudiantil para que los estudiantes de educación primaria y media se transportaran gratuitamente en los buses urbanos, y se promovió a los estudiantes por decreto. Los estudiantes que se graduaron por decreto en 1985 fueron recibidos de manera brutal en los tradicionales bautizos que las diferentes facultades organizan cada año lo que finalmente motivó a regular estos tipos de actividades dentro de la Universidad.

#### Muerte de dirigentes estudiantiles en 1989
En 1987, el presidente de la Asociación de Estudiantes «El Derecho» (AED), Willy Ligorría, fue expulsado de la Asociación de Estudiantes Universitarios por malversar fondos del Comité de Huelga de Dolores, por su participación directa en un desfalco de dinero de la asociación y por usurpación de funciones actuando y firmando como Secretario General en diversas actividades y documentos internacionales. Después de su salida empezaron las amenazas contra los miembros de la directiva de la AEU: en 1989 hubo una constante escalada de amenazas, parte de ellas firmadas por escuadrones de la muerte como «la Dolorosa», el «Jaguar Justiciero» o el «Ejército Secreto Anticomunista». A pesar de su expulsión, Ligorría, mantuvo un perfil muy alto y combativo, mientras que un amigo suyo, Marco Tulio Montenegro, seguía siendo parte de la AEU.
En 1989, regresaron a Guatemala del exilio varios estudiantes universitarios con la intención de lograr un resurgimiento de la coordinación estudiantil, que estaba prácticamente desmantelada. Pero el 21 de agosto fue detenido y desaparecido Iván Ernesto González; al día siguiente, Carlos Contreras Conde, máximo dirigente del Movimiento Estudiantil Universitario (MEU), fue secuestrado en las cercanías de la Universidad. Ese mismo día Hugo Leonel Gramajo fue secuestrado siendo introducido en un pick-up rojo con placas extranjeras. El día 23 de agosto, Víctor Hugo Rodríguez Jaramillo y Silvia Azurdia Utrera fundadores del MEU, fueron secuestrados y conducidos en medio de una fuerte violencia a dos carros que les cerraron el paso. Mario De León salió de la conferencia de prensa que hizo la Asociación de Estudiantes Universitarios que se hizo ese día y a las 19:45 horas fue detenido en un puesto de registro de la Policía Nacional y nunca más se supo de su paradero. Aarón Ubaldo Ochoa desapareció al día siguiente. 
Durante unas reuniones en las que estaba discutiéndose la respuesta que iban a dar los estudiantes, Willy Ligorría llamó aparte a otro dirigente para decirle que sabía en dónde estaban escondidos Hugo Gramajo y Aarón Ochoa y que si quería podía llevarle hasta ellos. En el mes de septiembre otros miembros del movimiento estudiantil, Carlos Chutá Camey, Carlos Humberto Cabrera y Carlos Palencia fueron secuestrados y aparecieron muertos poco tiempo después.
Luego del asesinato de los estudiantes universitarios, Ligorría fue orador en algunos mítines en la Universidad y participaba en las concentraciones que se realizaron. El sábado 15 de septiembre a las 14:15 horas salió para Panamá junto con Marco Tulio Montenegro y Byron Milián Vicente. Montenegro regresó a Guatemala el 11 de noviembre de 1989 a integrarse en la AEU, pero ya se sospechaba de él, y poco después fue asesinado con un arma tipo bayoneta. Por su parte, Ligorría fue nombrado Jefe de Investigaciones del Ministerio Público. El 12 de septiembre de 1997 la Unidad Revolucionaria Nacional Guatemalteca, convertida en partido político tras los acuerdos de paz, acusó formalmente a Ligorría por su participación en el asesinato de los estudiantes, aduciendo que era miembro de la inteligencia militar.
El 29 de mayo de 1996 el Consejo Superior Universitario Centroamericano (C.S.U.C.A.) acreditó como carreras regionales las licenciaturas en Medicina Veterinaria y en Zootecnia.

#### Cooptación de la Asociación de Estudiantes Universitarios
En el debate sobre la situación que la Huelga afronta en la actualidad, es frecuente escuchar que la violencia y los desmanes son cometidos por algunos pocos «infiltrados» en los comités de Huelga o de algunos pocos vándalos, explicación utilizada incluso por el propio Consejo Superior Universitario (CSU). Ante esta situación, la propia universidad no ha querido advertir que existen componentes sistémicos, situacionales y personales que se combinan para crear el vandalismo ocurrido en su seno y bajo el amparo de la Huelga: existe un sistema que se ha ido creando desde la reforma constitucional de 1985, el cual incluye disputas de poder en torno a la dirección de la «Huelga de Dolores» al amparo de la pasividad de las autoridades universitarias.
Para 1996, año en que se firmó la Paz entre el Ejército y la Unidad Revolucionaria Nacional Guatemalteca incluso las oficinas de los ministros de Estado y del presidente de la República se retiraron del Palacio Nacional, el cual se convirtió en museo y ahora es el Palacio Nacional de la Cultura. Con todos estos factores, se perdió al público que antes abarrotaba las actividades de la «Huelga de Dolores» y de esta cuenta, la crítica mordaz del No Nos Tientes y de los boletines no tiene ni el alcance ni el impacto que una vez tuvieran.  Por esa misma época, el uso de capucha permitió que los comités de Huelga fueran tomados por personas que se aprovecharon del anonimato para realizar negocios personales, especialmente la introducción de negocios de economía informal al Campus Central de la Universidad, lo que les reportaba fuertes ganancias. Por otra parte, por el nuevo papel de la Universidad en Comisiones de Postulación, elección de magistrados a las principales cortes del país e incluso a la junta directiva del Instituto Guatemalteco de Seguridad Social —ente gubernamental autónomo que maneja miles de millones de quetzales—, los partidos políticos guatemaltecos se interesaron en las elecciones estudiantiles y de autoridades universitarias.
Ante estos cambios en la dinámica de la política universitaria, tomar el control de la Asociación de Estudiantes Universitarios —AEU— era fundamental, ya que desde allí se podía entrar en contacto con autoridades de alto nivel en la Universidad dado el prestigio que todavía tenía la AEU a finales de la década de 1990.  El proceso para apoderarse de la AEU se inició en 1998, con la elección que enfrentó a Jorge Mario García —alias «Gilligan»— con José Inés Castillo, de la Facultad de Derecho —quien para 2012 fue elegido como diputado al Congreso de la República por el partido Libertad Democrática Renovada —LIDER— y con Fernando Sánchez — apoyado por la ahora legal URNG— por el cargo de Secretario General.  Sánchez resultó elegido en esa ocasión, pero en las elecciones de 2000 se enfrentó nuevamente con Jorge Mario García en circunstancias desfavorables; su planilla se retiró de las elecciones para la AEU un día antes de los comicios al advertir que llegaban buses extraurbanos de las extensiones regionales de la USAC, especialmente de la Facultad de Humanidades, para apoyar a García y tras sufrir intimidaciones por miembros encapuchados del comité de Huelga de la Escuela de Formación de Profesores de Enseñanza Media —EFPEM—, dirigidos entonces por Byron Losley Johnson —alias «Gato»—.  A partir de entonces, los grupos relacionados con García han ganado fácilmente las elecciones de la AEU a pesar de señalamientos de irregularidades, pues no hay un ente que audite los resultados; las autoridades universitarias y estudiantiles no se han atrevido a intervenir, por la intimidación que sufren de grupos armados violentos que apoyan a los líderes de la AEU.
En los días que precedieron al Desfile Bufo de 2000, la AEU fue duramente criticada por varias organizaciones defensoras de los derechos humanos en Guatemala, incluyendo al Grupo de Apoyo Mutuo, —GAM— y la Oficina de Derechos Humanos del Arzobispado, —ODHA—, debido a los abusos cometidos por personas encapuchadas que supuestamente eran parte del evento.. Las acciones de los vándalos incluyeron violentos ataques en contra de supuestos criminales, secuestro de autobuses urbanos para asistir a evento fuera de la Ciudad de Guatemala e intimidar a los ciudadanos para que contribuyeran con dinero para el evento. En total, cuarenta y tres estudiantes fueron arrestados, y aproximadamente sesenta estudiantes portando capuchas protestaron en frente del Palacio de la Policía Nacional Civil y el Palacio Nacional de la Cultura para quejarse de la persecución de estudiantes y demandar que se liberara a los que ellos consideraban como presos políticos.
En febrero de 2001 la asociación empezó a participar más en la política nacional; en esa oportunidad, el entonces secretario general de la AEU -Jorge María García- reportó que los miembros de su organización iban a trabajar con el apoyo del gobierno municipal de la capital de Guatemala para asegurarse de que los buses del transporte público no cobraran de más a los usuarios. En marzo de ese año, la asociación pidió ante el Consejo Superior Universitario (CSU) un voto de desconfianza contra el rector de la Universidad de San Carlos, ya que este había hecho comentarios acerca de uno de los magistrados nombrados a la Corte de Constitucionalidad que le parecieron inapropiados a la AEU y a varios miembros del CSU; sin embargo, la mayoría del Consejo optó por no desconocer al rector y el voto no procedió.
En marzo de 2001, el Honorable Comité de Huelga, dirigido por Byron Losley —de la agrupación a la que pertenecía Jorge Mario García—, recibió públicamente un donativo de treinta mil quetzales del entonces presidente de Guatemala, Alfonso Portillo quien, a su vez, fue declarado «Huelguero Honorable». La cercanía de García al Frente Republicano Guatemalteco —FRG, el partido de Portillo— se debió a las relaciones establecidas desde la Facultad de Derecho: en 2001 el exdecano de Derecho, Cipriano Soto fue elegido Magistrado de la Corte de Constitucionalidad —CC— por el Consejo Superior Universitario —CSU— para el periodo 2001-2006, gracias al cabildeo del siguiente decano de Derecho, Estuardo Gálvez (2000-2004), y del rector Efraín Medina Guerra, ambos vinculados al oficial FRG. El 15 de marzo de 2001, Jorge Mario García fue agriamente criticado por estos hechos; ese día, numerosos estudiantes rodearon la Casa Presidencial mientras se llevaba a cabo el acto, parando el tráfico de los alrededores en protesta.. Algunos de los sub-comités de Huelga desconocieron a García y a los principales miembros de la AEU y criticaron fuertemente al Honorable Comité de Huelga durante el Desfile del 6 de abril; de hecho, ni García ni el resto de la junta directiva del Honorable Comité participó en el desfile. El desfile en sí fue criticado por la población guatemalteca no solamente por la contienda surgida por la donación presidencial sino que también porque un estudiante encapuchado disparó al aire e hirió a un guardia de seguridad privada.
El 24 de mayo de 2002, Jorge Mario García recibió del presidente Portillo la Orden del Quetzal otorgada a la Asociación de Estudiantes Universitarios por su participación y logros en la vida política del país desde su fundación en 1920. Mientras la ceremonia se llevaba a cabo, en las afueras del Palacio Nacionao de la Cultura un pequeño grupo de estudiantes gritaba consignas en contra del presidente Portillo y de García.
A partir de la llegada de García a la secretaría general de la AEU, su grupo ha logrado el control de la entidad desde entonces —aunque cambia de nombre de elección a elección—, y ha contado con apoyo principalmente de las facultades de Derecho, Ciencias Económicas, Humanidades, Psicología y Odontología, así como de las escuela de Enseñanza Media y de Ciencias de la Comunicación. Pero, principalmente, su estabilidad proviene de sus manifestaciones de fuerza, especialmente en la época de Huelga de Dolores, y de mantener relaciones cordiales con el rector de turno y con los decanos de las facultades en donde los estudiantes les son útiles durante los procesos de elecciones.
En 2006, demostrando la injerencia que los partidos políticos de Guatemala han tenido en las agrupaciones estudiantiles, García empezó a trabajar en la Metropolitana del partido Unidad Nacional de la Esperanza —UNE— gracias a su relación con Ronald Arango, exrepresentante estudiantil de la Facultad de Derecho, y entonces miembro de ese partido —y diputado electo al Congreso de la República por el partido TODOS,—que se fraccinó de UNE en 2012—, y con José Inés Castillo, entonces candidato de Taxisco, Santa Rosa por el mismo partido. En las próximas elecciones participó como candidato a la alcaldía de la Ciudad de Guatemala por el Partido de Avanzada Nacional —PAN— tras enemistarse con los directivos de UNE Sandra Torres y Álvaro Colom. También, García ha sido representante estudiantil ante la Empresa Municipal de Transporte —EMETRA— desde que ésta se formó el 30 de enero de 2001 por el concejo municipal de Álvaro Arzú, pues luego de pasar trece años en la Facultad de Derecho, se inscribió en la Facultad de Humanidades en 2006 y desde entonces es representante de la misma.
| Período   | Nombre                                      | Facultad/ Cercano a            | Comentarios |
| --------- | ------------------------------------------- | ------------------------------ | --- |
| 2000-2002 | Jorge Mario García                          | Derecho                        | - Vicepresidente de la Asociación «El Derecho» de 1999-2000 - Secretario General de la AEU de 2000 a 2002 - Representante estudiantes de Humanidades ante el Consejo Superior Universitario de 2006 en adelante - Alcalde Auxilidad de la zona 21 por el Partido Unionista del 2012 al 2016 |
| 2002-2004 | Byron Losley                                | EFPEM                          | - Señalado de ser parte de uno de los grupos de choque del entonces fiscal de Ministerio Público, Carlos de León Argueta, durante el gobierno de Alfonso Portillo - Integrantae de la Junta Universitaria de Persona - Miembro del partido político CNN en las elecciones generales de Guatemala de 2015 |
| 2004-2006 | José Aníbal López Silva                     | Derecho Jorge Mario García     | - 2009: Secretario adjunto de Asuntos Estudiantes del Consejo Superior Universitario Centroamericano - 2011: candidato a la alcaldía de un municipio de Santa Rosa por el Frente Republicano Guatemalteco - 2012-2014: representante estudiantil de Derecho ante el Consejo Superior Universitario - 2012: miembro del grupo «Fraternidad», que llevó a Avidán Ortiz a la decanatura de la Facultad de Ciencias Jurídicas y Sociales de la Universidad de San Carlos de Guatemala\|Facultad de Derecho]] |
| 2006-2008 | Ludwin Moisés Orozco Orozco                 | Odontología Byron Losley       | - 2004-2006: Representante estudiantil de Odontología ante el CSU - 2013: se graduó como profesional |
| 2008-2010 | Edwin Estuardo Losley Johnson               | EFPEM Byron Losley             | - Se promocionó con el nombre de «Amigos por la U» - Antes de termina su período ocurrió la toma de las instalaciones de la Universidad que dio origen al grupo «Esstudiantes por la Autonomía» —EPA—. - 2012 a la fecha: Representante estudiantil ante el Consejo Directivo de la Escuela de Formación de Profesores de Educación Media (EFPEM) - Su carnet de inscripción data de 1991. |
| 2010-2012 | Roberto Muñoz                               | Humanidades Jorge Mario García | Para la elecciones generales de Guatemala de 2011 apopyó al partido Patriota, que resultó vencedor. |
| 2013-2015 | Comisión transitoria y reguladora de la AEU | Jorge Mario García             | Está conformada por Guillermo Prera Cuevas, de la AEU, Darwin Santos Godoy, del Honorable comité de Huelga, y Antonio García de la Facultad de Ingeniería, Derecho y Ciencias Económicas, y que pertenece a la agrupación EPA. |

## Rectores Magníficos

### Rectores de las primeras épocas
| Época                                                | Años            | Imagen | Nombre |
| Real y Pontificia Universidad de San Carlos Borromeo |                 |        | |
| ---------------------------------------------------- | --------------- | ------ | --- |
| Real y Pontificia Universidad de San Carlos Borromeo | 1681            |        | Dr. José de Baños y Soto Mayor, arcediano de la Catedral, Predicador del Rey de España y Doctor de la Universidad de Osuna |
| Real y Pontificia Universidad de San Carlos Borromeo | ca. 1800        |        | Dr. José Alejandro de Aycinena y Carrillo                                                                                  |
| Real y Pontificia Universidad de San Carlos Borromeo | ca. 1805-1813   |        | Dr. José Simeón Cañas |
| Real y Pontificia Universidad de San Carlos Borromeo | 1813, 1820-1825 |        | Dr. Antonio de Larrazábal y Arrivillaga                                                                                    |
| Real y Pontificia Universidad de San Carlos Borromeo | 1825-1829       |        | Dr. Juan José de Aycinena y Piñol                                                                                          |
| Academia de Ciencias                                 | 1836-1840       |        | Dr. Pedro Molina Mazariegos                                                                                                |
| Nacional y Pontificia Universidad de San Carlos      | 1840-1865       |        | Dr. Juan José de Aycinena y Piñol                                                                                          |
| Nacional y Pontificia Universidad de San Carlos      | 1865-1871       |        | Dr. José Farfán |
| Escuelas Facultativas                                | N/A             |        | Dr. Agustín Gómez Carrillo                                                                                                 |
| Escuelas Facultativas                                | 1944            |        | Dr. Carlos Federico Mora                                                                                                   |

### Rectores de la autónoma Universidad de San Carlos de Guatemala
| N.º | Foto                  | Nombre | Duración en el cargo                                                                    | Grado académico o título profesional |
| --- | --------------------- | --- | --------------------------------------------------------------------------------------- | ------------------------------------ |
| 1   | Andrés Bello López    | Carlos Federico Mora Carlos Federico Mora Portillo (Quetzaltenango, 1889-Nueva Guatemala, 1972)            | 1 de diciembre de 1944 – 6 de abril de 1945                                             | Médico Cirujano                      |
|     |                       | Julio Valladarez Márquez (Quetzaltenango, 1889-Nueva Guatemala, 1972)                                      | 6 de abril de 1945 – 30 de agosto de 1945 Interino                                      | Abogado y Notario                    |
| 2   | Carlos Martínez Durán | Carlos Martínez Durán Carlos Enrique de Jesús Martínez Durán (Nueva Guatemala, 1906-Nueva Guatemala, 1974) | 30 de agosto de 1945 – 1 de marzo de 1950                                               | Médico Cirujano                      |
| 3   |                       | Miguel Asturias Quiñónez (Nueva Guatemala, 1897-Guatemala, 1963)                                           | 1 de marzo de 1950– 1 de marzo de 1954                                                  | Abogado y Notario e Ingeniero Civil  |
| 4   | Vicente Díaz Samayoa  | Vicente Díaz Samayoa (Amatitlán, 1911-Guatemala, 1977)                                                     | 1 de marzo de 1954 – 1 de marzo de 1958                                                 | Abogado y Notario                    |
| 5   |                       | Carlos Martínez Durán Carlos Enrique de Jesús Martínez Durán (Nueva Guatemala, 1906-Nueva Guatemala, 1974) | 1 de marzo de 1958 – 1 de marzo de 1962                                                 | Médico Cirujano                      |
|     |                       | Jorge Arias de Blois (San José, C.R., 1916-Guatemala, 1996)                                                | 1 de marzo de 1962 – 1 de marzo de 1966                                                 | Ingeniero Civil                      |
|     |                       | Edmundo Vásquez Martínez (Quetzaltenango, 1928-Guatemala, 2001)                                            | 1 de marzo de 1966 – 1 de marzo de 1970                                                 | Abogado y Notario                    |
|     |                       | Rafael Cuevas del Cid Rafael Darío Cuevas del Cid Cruz (Guatemala, 1928-Guatemala, 1979)                   | 1 de marzo de 1970 – 1 de marzo de 1974                                                 | Abogado y Notario                    |
|     |                       | Roberto Valdeavellano Pinot (Guatemala, 1928-Guatemala, 1979)                                              | 1 de marzo de 1974 – 1 de marzo de 1978                                                 | Odontólogo                           |
|     |                       | Saúl Osorio Paz (Ipala, 1925-Guatemala, 2002)                                                              | 1 de marzo de 1978 – 4 de mayo de 1980                                                  | Licenciado en Ciencias Económicas    |
|     |                       | Leonel Carrillo Reeves                                                                                     | 5 de mayo de 1980 – 14 de julio de 1980 Interino                                        | Químico Biólogo                      |
|     |                       | Raúl Molina Mejía (n. Guatemala, 1943)                                                                     | 14 de julio de 1980 – 31 de julio de 1980 Interino                                      | Ingeniero Civil                      |
|     |                       | Romeo Alvarado Polanco                                                                                     | 1 de agosto de 1980 – 10 de noviembre de 1980 Interino                                  | Abogado y Notario                    |
|     |                       | Romeo Alvarado Polanco                                                                                     | 1 de agosto de 1980 – 1 de noviembre de 1980 Interino                                   |                                      |
|     |                       | Leonel Carrillo Reeves                                                                                     | 1 de noviembre de 1980 – 16 de junio de 1981 Interino                                   |                                      |
|     |                       | Mario Dary Rivera (Sonsonate, El Salvador, 1928-Guatemala, 1981)                                           | 16 de junio de 1981 – 15 de diciembre de 1981 Asesinado                                 | Químico Biólogo                      |
|     |                       | Leonel Carrillo Reeves                                                                                     | 15 de diciembre de 1981 – 1 de marzo de 1982 Interino                                   | Químico Biólogo                      |
|     |                       | Raúl Osegueda Palala                                                                                       | 1 de marzo de 1982 – 15 de junio de 1982 Interino                                       |                                      |
|     |                       | Arturo Eduardo Meyer Maldonado (n. Quetzaltenango, 1937)                                                   | 16 de junio de 1982 – 14 de enero de 1986 Renunció                                      | Médico Cirujano                      |
|     |                       | José Héctor Aguilar Maldonado                                                                              | 14 de enero de 1986 – 28 de febrero de 1986 Interino                                    | Químico Farmacéutico                 |
|     |                       | Mario Moreno Cámbara                                                                                       | 28 de febrero de 1986 – 29 de junio de 1986 Interino                                    | Médico Cirujano                      |
|     |                       | Roderico Segura Trujillo                                                                                   | 29 de junio de 1986 – 29 de junio de 1990                                               | Abogado y Notario                    |
|     |                       | Juan Alfonso Fuentes Soria (n. Guatemala, 1947)                                                            | 29 de junio de 1990 – 29 de junio de 1994                                               | Odontólogo                           |
|     |                       | Jafet Ernesto Cabrera Franco (n. Guatemala, 1948)                                                          | 29 de junio de 1994 – 30 de junio de 1998                                               | Médico Cirujano                      |
|     |                       | Efraín Medina Guerra (n. Guatemala, 1954)                                                                  | 1 de julio de 1998 – 30 de junio de 2002                                                | Ingeniero Agrónomo                   |
|     |                       | Luis Alfonso Leal Monterroso (n. Tiquisate, 1950)                                                          | 1 de julio de 2002 – 30 de junio de 2006                                                | Médico Veterinario                   |
|     |                       | 'Carlos Estuardo Gálvez Barrios' (n. Ciudad de Guatemala, 1961)                                            | 1 de julio de 2006 – 30 de junio de 2014                                                | Abogado y Notario                    |
|     |                       | Carlos Guillermo Alvarado Cerezo (n. Guatemala, 1956)                                                      | 1 de julio de 2014 – 30 de junio de 2018                                                | Cirujano Dentista                    |
|     |                       | 'Murphy Olympo Paiz Recinos' (n. Guatemala, 1971)                                                          | 1 de julio de 2018 – 26 de agosto de 2021 Renunció                                      | Ingeniero Civil                      |
|     |                       | Pablo Ernesto Oliva Soto                                                                                   | 27 de abril de 2021 - 30 de junio de 2022 Interino                                      | Lic Ciencias Químicas y Farmacia     |
|     |                       | Walter Mazariegos Biolis* (Guatemala, 1973)                                                                | 1 de julio de 2022 - presente *(electo de forma irregular y cuestionado como Ilegítimo) | Pedagogía y Administración Educativa |

## Facultades
Las facultades de la Universidad de San Carlos de Guatemala, se encuentra formadas de la siguiente manera:

### Junta directiva
Cada facultad de la USAC tiene una Junta Directiva integrada por el decano -que la preside-, un secretario y cinco vocales de los cuales dos son catedráticos, uno profesional no catedrático y dos estudiantes. Los vocales se designan de conformidad al orden establecido por el Art. 29 de la Ley Orgánica de la USAC y en el caso del vocal cuarto y quinto, éstos son elegidos por voto de estudiantes que tengan aprobado el primer año de su carrera.

### Decano
Los decanos representan y dirigen a sus respectivas Facultades, duran en el ejercicio de sus funciones cuatro años, pudiendo ser reelectos para un nuevo período. En los casos necesarios al Decano lo pueden sustituir los vocales profesionales por su orden, pero en el caso de ausencia definitiva, se debe convocar para elecciones de Decano propietario en los términos estipuladose en la Ley y dentro de los quince días siguientes dedeclarada la vacante.

## Unidades académicas
En la actualidad la Universidad de San Carlos de Guatemala cuenta con 36 unidades académicas:
- 10 Facultades
- 12 Escuelas
- 22 Centros Regionales
- 1 Instituto Tecnológico Maya de Educación Superior
- 1 Instituto Tecnológico Universitario Guatemala Sur
- 1 Departamento de Transferencia de Tecnología

## Clasificación a nivel latinoamericano y mundial
- Para el año 2021 la USAC ocupó el lugar 151 en el QS Latin American University Rankings de la clasificación académica de universidades de Latinoamérica, y el segundo lugar en Guatemala, desplazada por la Universidad del Valle.[3]
- Webometrics Ranking of World Universities clasificó a la Universidad de San Carlos en el puesto 2757 a nivel mundial, y en el 172 a nivel latinoamericano.[118]
- Quacquarelli Symonds ubicaba a la USAC en el segundo puesto a nivel nacional, por debajo de la Universidad del Valle.[119]